# Henschel & Sohn
Henschel & Sohn (ab 1957: Henschel-Werke) war ein Maschinen-, Fahrzeugbau- und Rüstungskonzern mit Sitz in Kassel. Das Unternehmen wurde 1810 als Stückgießerei gegründet und war zeitweise einer der bedeutendsten Hersteller von Lokomotiven in Europa. Zeitweise wurden auch Rüstungsgüter wie Panzer, Flugmotoren, Flugzeuge und Lenkflugkörper produziert. Bekannt wurde das Unternehmen als Hersteller von Lastwagen und Omnibussen sowie Verbrennungsmotoren, die von 1925 bis in die 1970er Jahre produziert wurden. In den 1960er Jahren begann der Niedergang des Henschel-Konzerns, von dem heute jedoch noch zahlreiche Nachfolgeunternehmen existieren.

## Geschichte

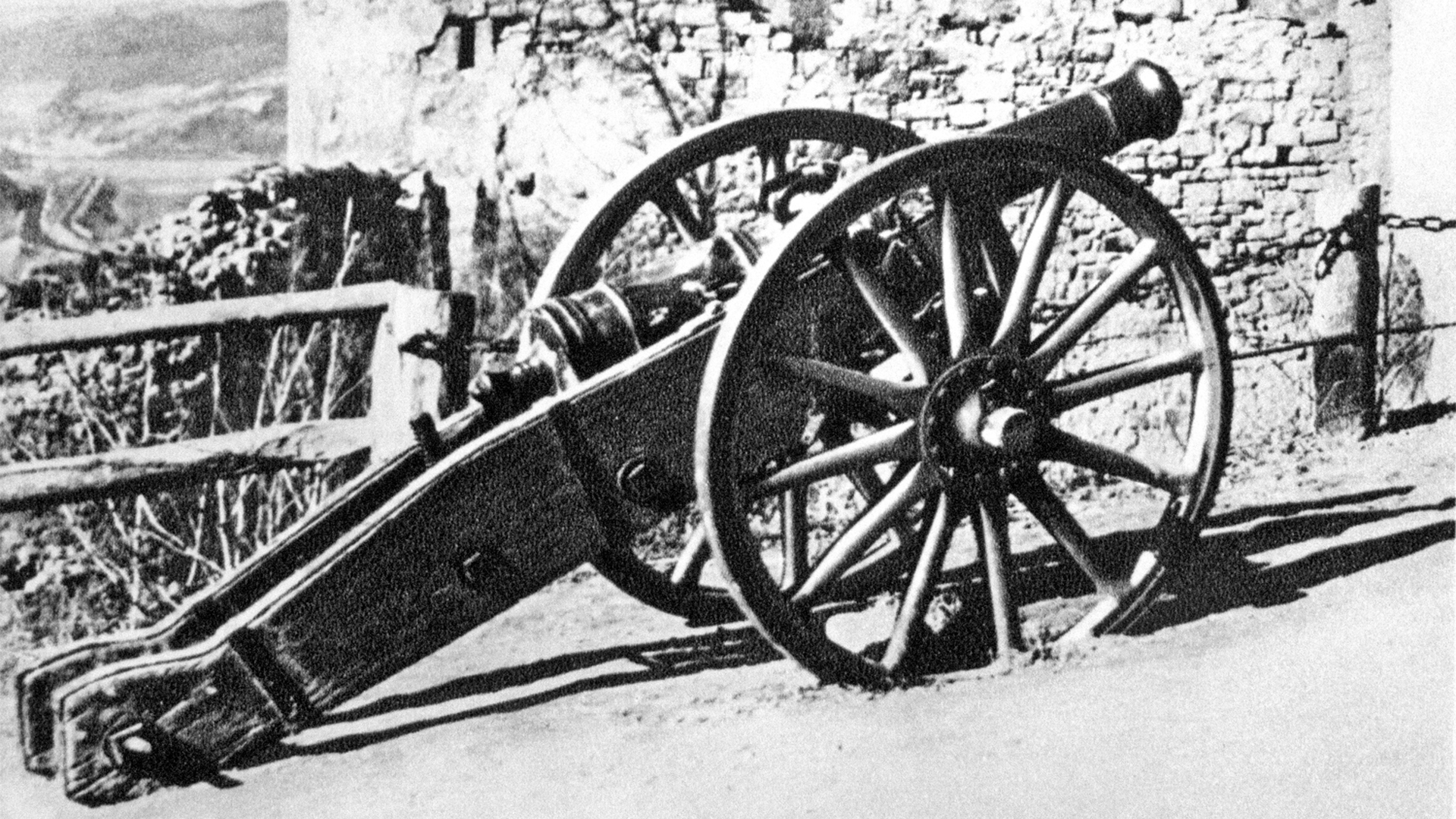
Geschütz des fürstlichen Stückgießers Henschel, gegossen 1803, vor dem Eingang der Rudelsburg

### Gründung und Entwicklung im 19. Jahrhundert
Georg Christian Carl Henschel kam 1777 aus Gießen nach Kassel und wurde zunächst Geselle, dann Schwiegersohn und Teilhaber beim fürstlichen Geschützgießer Anton Storck, der Kanonen und Glocken goss. In Nachfolge seines Schwiegervaters übernahm er Ende des 18. Jahrhunderts dessen Position als fürstlicher Stückgießer, von der er in der Zeit des Königreich Westphalens nach Streitigkeiten mit dem französischen Stadtkommandanten von 1810 bis 1813 für drei Jahre entbunden war. In dieser Zeit gründete er zusammen mit seinem Sohn, dem Glockengießer und Bildhauer Johann Werner Henschel, die Gießerei Henschel & Sohn, die ebenfalls Geschütze produzierte und damit zu den ältesten deutschen Rüstungsunternehmen gehört.

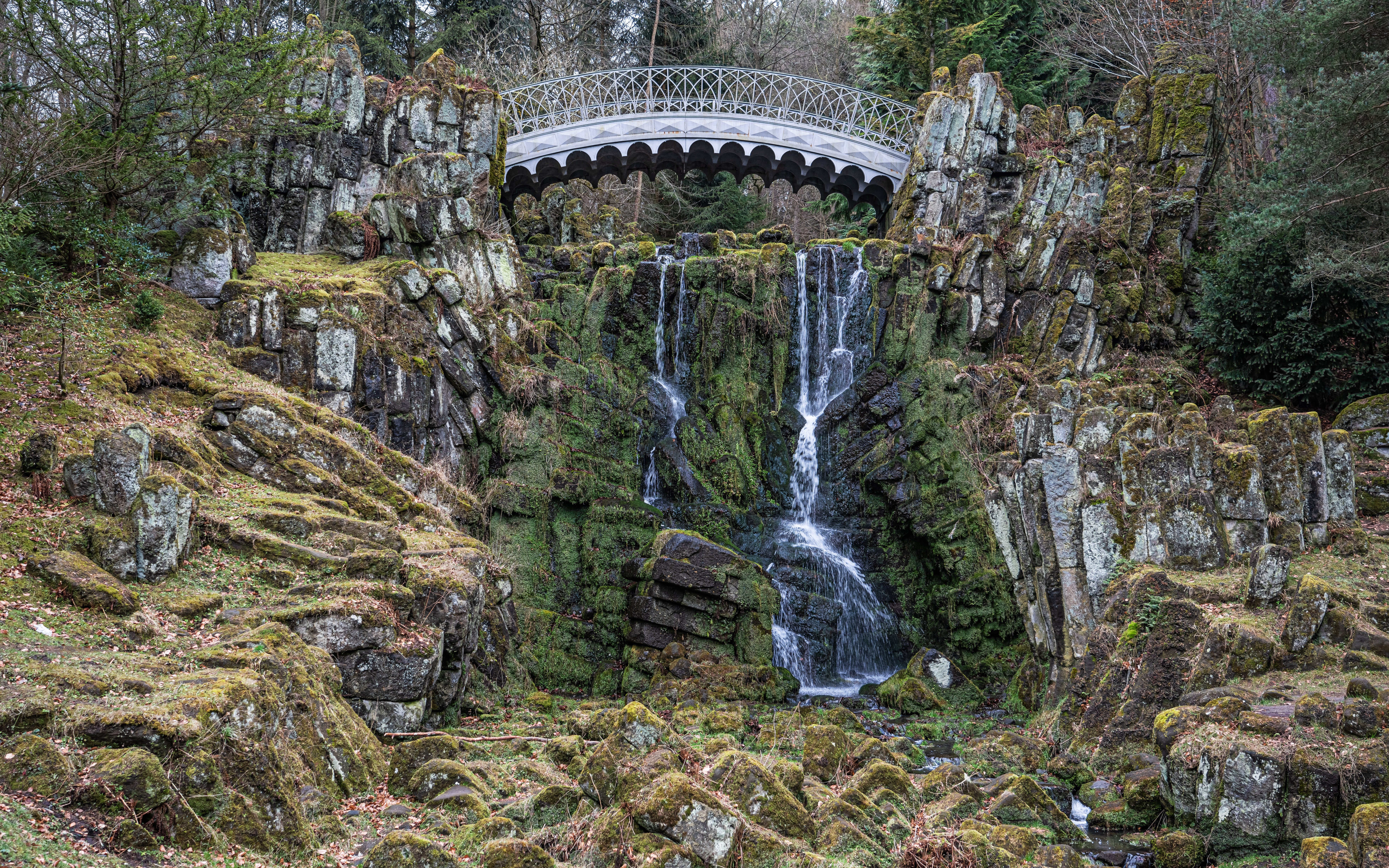
Die 1826 bei Henschel & Sohn gegossene Teufelsbrücke im Bergpark Wilhelmshöhe

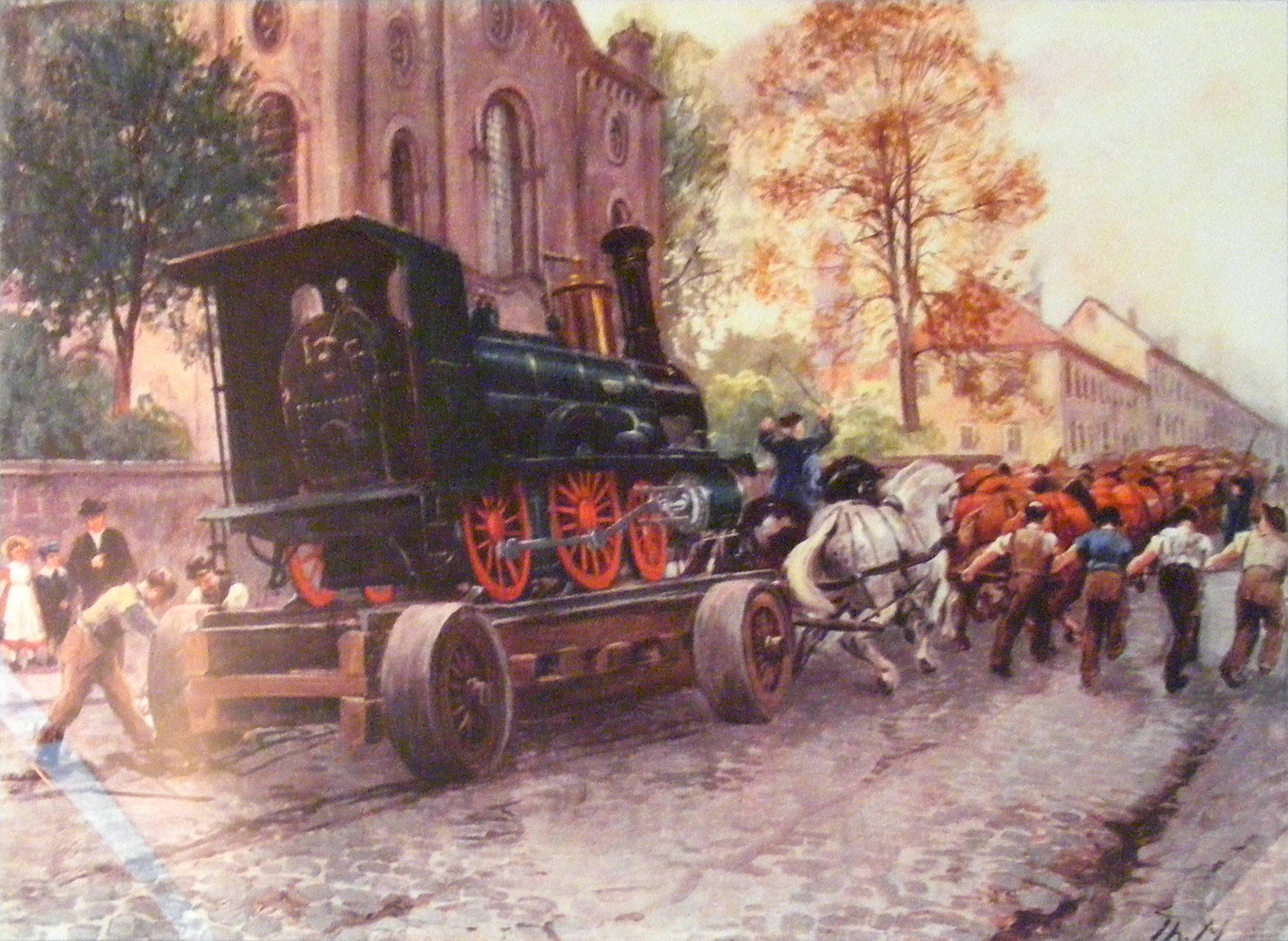
Transport einer Henschel-Lokomotive durch die Untere Königstraße zum Unterstadtbahnhof vom Henschel Werk am Möncheberg in Kassel (1865)

Henschel & Sohn begann 1816 mit der Produktion von Dampfmaschinen. Johann Werners älterer Bruder Carl Anton, ab 1817 Teilhaber in der Firma, ließ 1837 ein zweites Werk am Holländischen Platz, dem heutigen Standort der Universität Kassel, bauen.
Nach dem Tod des Gründers Georg Christian Carl im Jahr 1835 erlebte das Unternehmen unter der Leitung von Carl Antons Sohn Oscar Henschel einen starken Aufschwung. Oscar konzentrierte die Produktion auf den stark wachsenden Bedarf der Eisenbahnen. Am 29. Juli 1848 wurde die erste bei Henschel gebaute Dampflokomotive an die 1844 gegründete Friedrich-Wilhelms-Nordbahn ausgeliefert. Die Nordbahn präsentierte die bis zu 45 km/h schnelle Drache am 18. August 1848 der Öffentlichkeit.
Am 4. Oktober 1860 konnte die 50. ausgelieferte Lokomotive gefeiert werden. Bei Oscar Henschels Tod 1894 waren bereits über 4000 Lokomotiven ausgeliefert worden. Die Beschäftigtenzahl hatte 1865 die Grenze von 500 überstiegen; im Jahr 1894 lag sie bei 1600. Der Gründerkrach von 1873 wurde – wenn auch mit Umsatzverlusten und Entlassungen – überstanden. Nach dem Tod Oscar Henschels wurde sein Sohn Karl Anton Theodor Ferdinand Henschel (* 3. Oktober 1878 in Kassel; † 11. Dezember 1924 ebendort) Firmenchef; bis zu dessen Volljährigkeit nahm Oscars Witwe Sophie Henschel die Geschäfte wahr. Ab 1. Juli 1900 war Karl neben seiner Mutter Firmenteilhaber sowie alleiniger Unternehmensleiter.
| Jahr | Beschäftigte                                                                 |
| ---- | ---------------------------------------------------------------------------- |
| 1837 | 0200                                                                         |
| 1865 | 0500                                                                         |
| 1873 | 1400                                                                         |
| 1894 | 1600                                                                         |
| 1904 | 3000 und 1600 auf der ab 1904 zum Werk gehörigen Henrichshütte bei Hattingen |

| Datum             | Meilenstein                        |
| ----------------- | ---------------------------------- |
| 29. Juli 1848     | Auslieferung der ersten Lokomotive |
| 04. Oktober 1860  | 0050. Lokomotive                   |
| 19. August 1865   | 0100. Lokomotive                   |
| 21. Mai 1873      | 0500. Lokomotive                   |
| 12. April 1879    | 1000. Lokomotive                   |
| 25. Juli 1886     | 2000. Lokomotive                   |
| 01. Februar 1890  | 3000. Lokomotive                   |
| 18. Januar 1894   | 4000. Lokomotive                   |
| 1899              | 5000. Lokomotive                   |
| bis 15. März 1905 | über 7000 Lokomotiven              |

### Unternehmensgeschichte in der ersten Hälfte des 20. Jahrhunderts

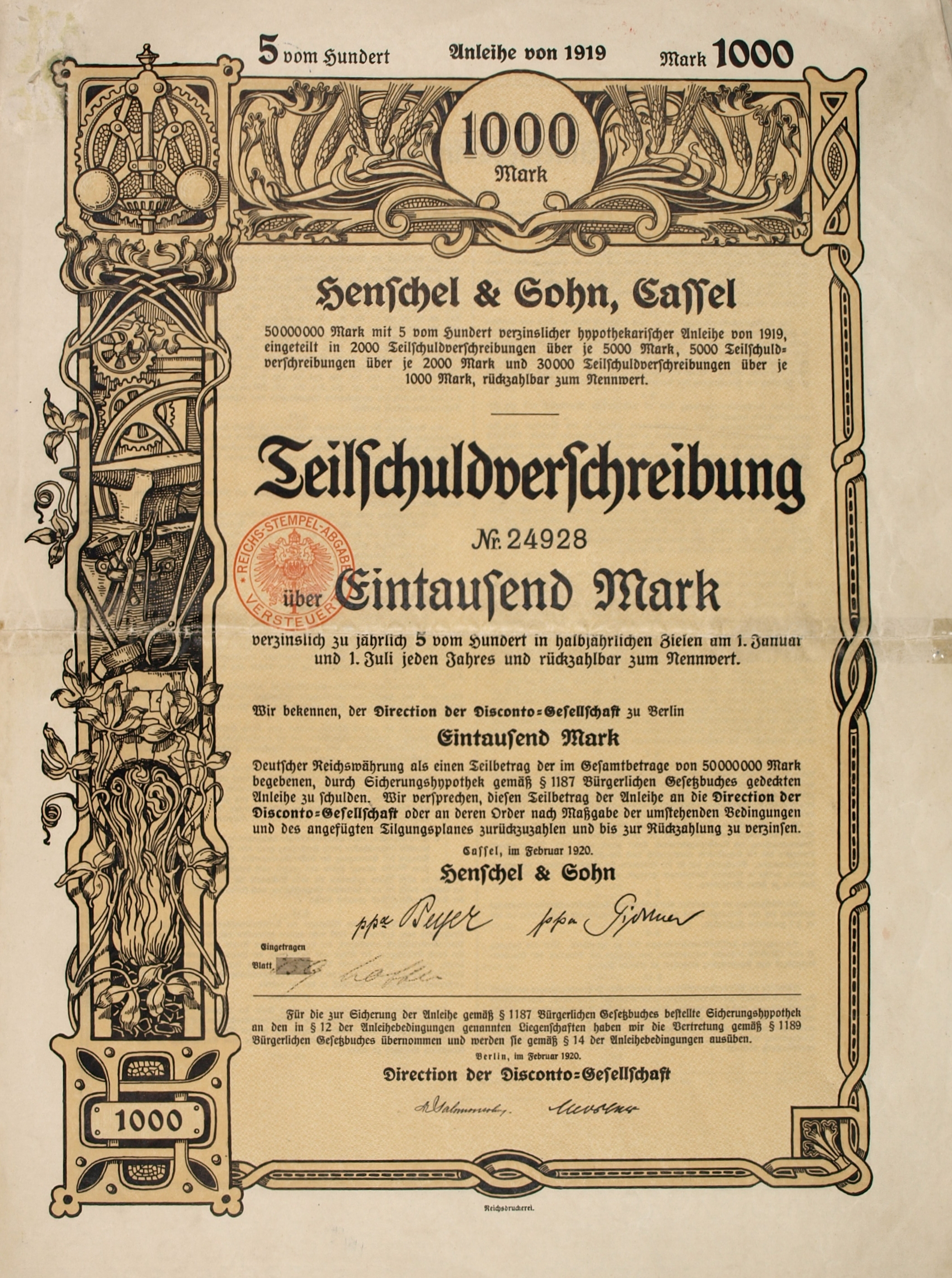
Teilschuldverschreibung über 1.000 Mark der Firma Henschel & Sohn vom Februar 1920

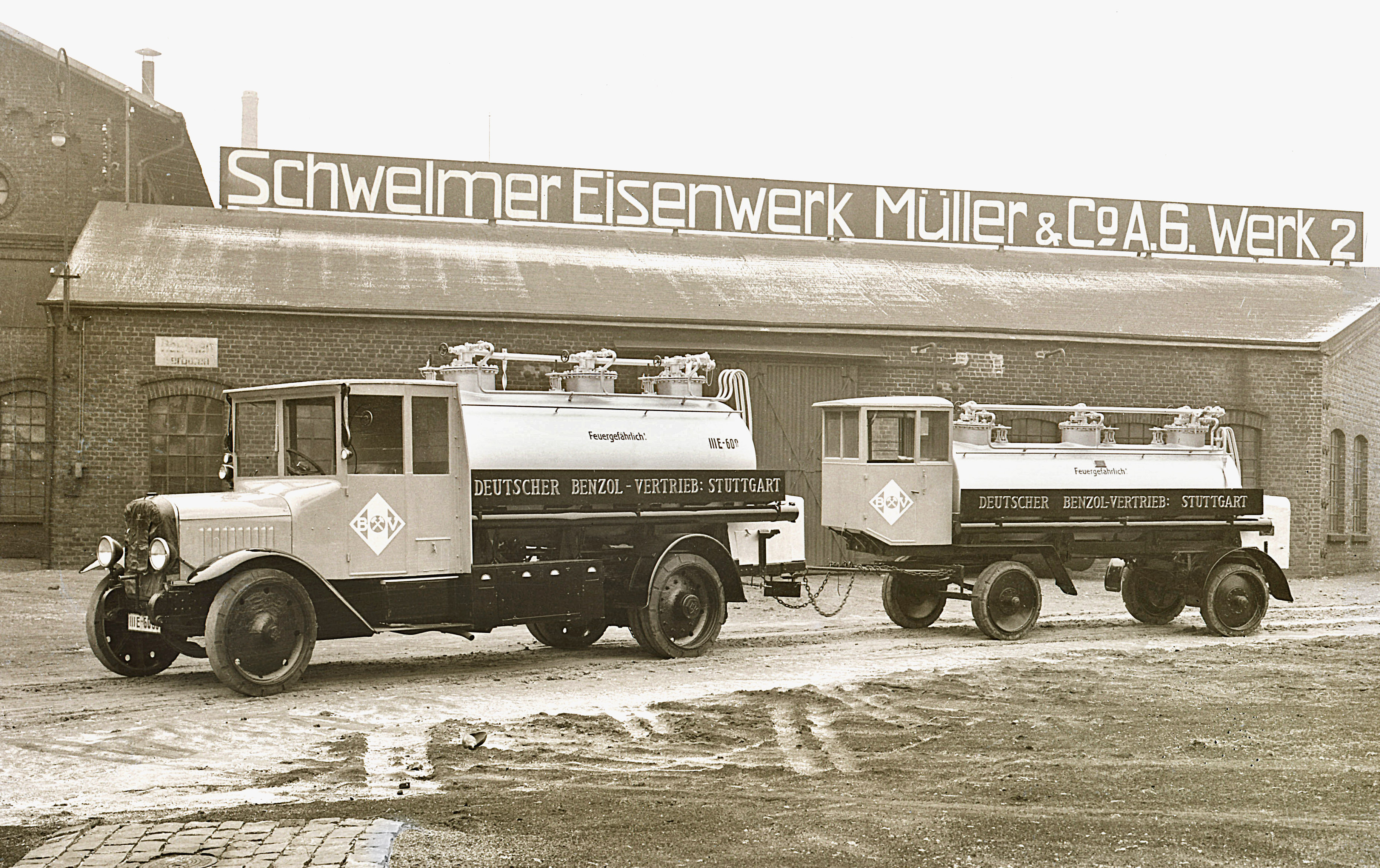
Lastkraftwagen Henschel mit Anhänger Ackermann nach Umbau zu Tankwagenzug durch Schwelmer Eisenwerk, ebendort, späte 1920er Jahre

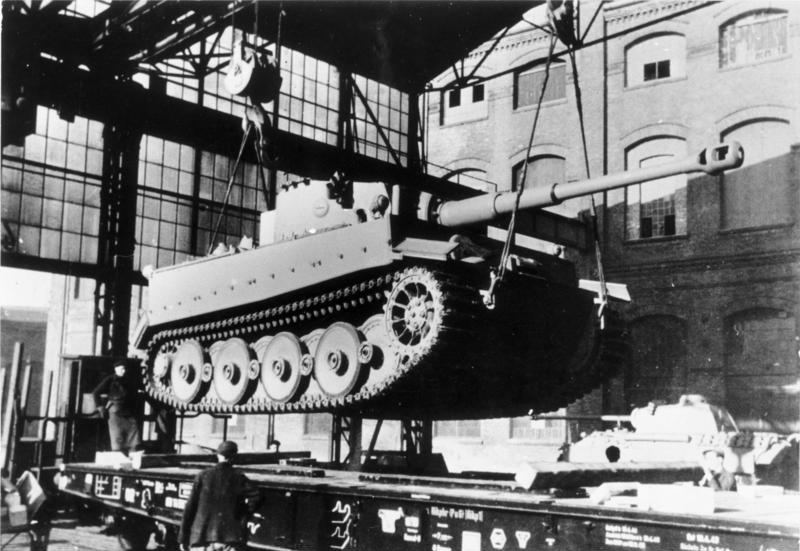
„Tiger-I“-Panzer 1942 beim Verladen bei Henschel auf einen Waggon; rechts im Hintergrund ein „Panther“

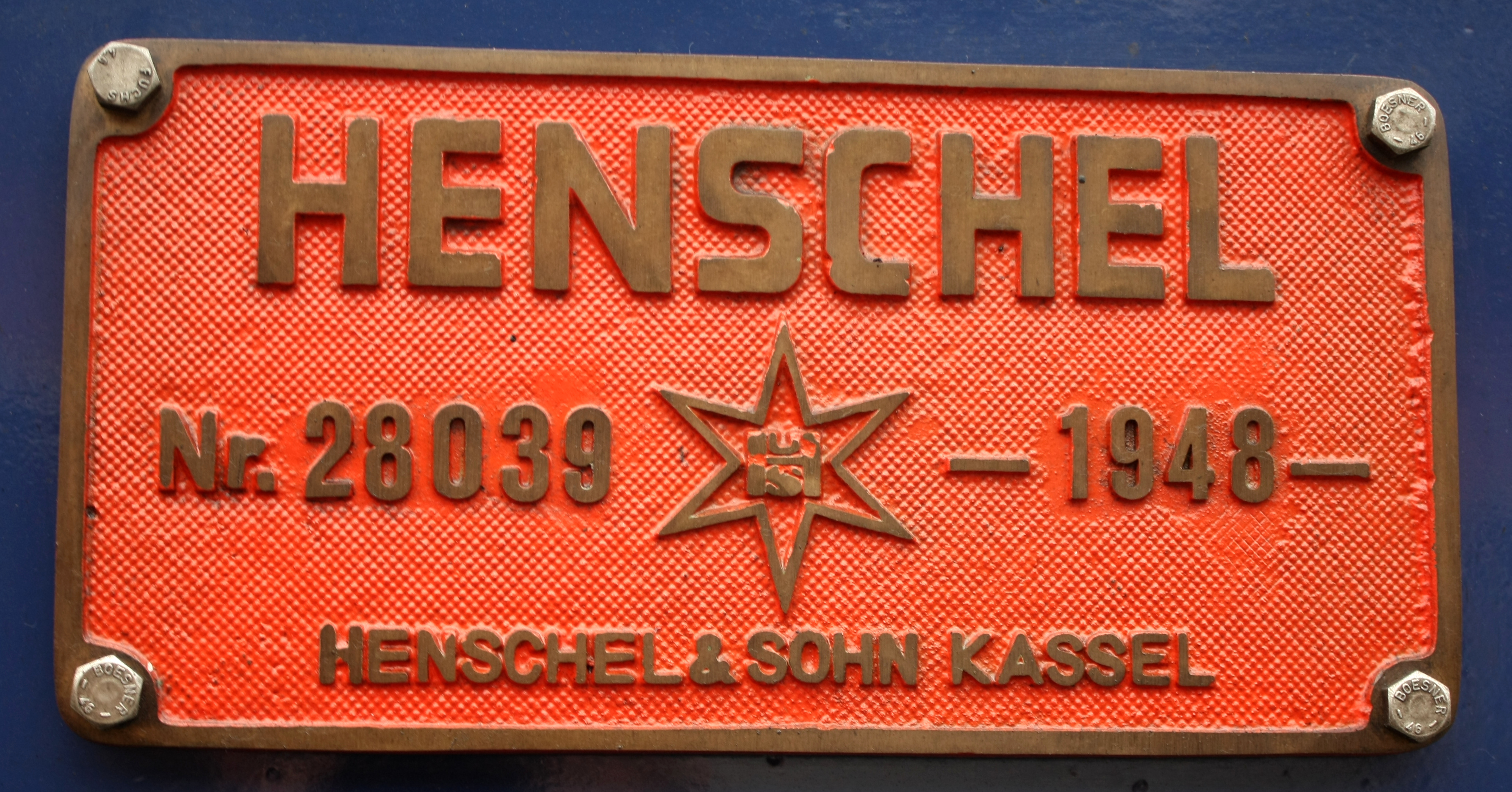
Fabrikschild einer 1948 gebauten Lokomotive

Die erste Heißdampf-Lokomotive wurde 1898 gebaut, es war weltweit die erste. 1905 wurde die erste elektrische Lokomotive gebaut und 1910 die erste Henschel-Lok mit Vergasermotor. Henschel gehörte Anfang des 20. Jahrhunderts neben Borsig zu den größten Lokomotivwerken Deutschlands und wurde 1920 in eine GmbH umgewandelt. Die Henschel Antriebstechnik begann 1918 die Produktion von Getrieben im Werk Kassel-Mittelfeld. In den folgenden Jahren übernahm Henschel die Lokomotivproduktionen der Magdeburger R. Wolf AG (1928), der Linke-Hofmann (1930 zusammen mit Krupp zu gleichen Teilen), sowie die der Hanomag (1931). Eine Übernahme der Lokomotivfabrik J. A. Maffei in München wurde aufgrund deren Manipulation der 1927er Bilanz rückabgewickelt. 1929. In Lizenz der David Brown Ltd. wurden 1933 die ersten Schneckengetriebe gebaut. Im Januar 1925 begann Henschel & Sohn mit dem Bau von Lastkraftwagen und Omnibussen (s. u.).
Mitte der 1930er Jahre erschien ein sechszackiger verchromter Stern mit einem mittig darin platzierten großen „H“ als Firmenlogo, der bis Ende der 1960er Jahre die Nutzfahrzeuge und auch die Industrielokomotiven zierte.
Bereits im Ersten Weltkrieg stellte Henschel Rüstungsgüter her. In der NS-Zeit wurde das Unternehmen nach und nach auf kriegswichtige Produktion umgestellt. Dabei wurden zahlreiche Zulieferbetriebe enteignet bzw. „arisiert“ und in den Firmenkomplex miteinbezogen. Während des Zweiten Weltkrieges wurden bis zu 6000 Zwangsarbeiter beschäftigt; daran erinnert heute das Mahnmal Die Rampe auf dem Gelände der Universität, wo sich das Stammwerk befunden hatte. Am 14. Juni 1941 lieferte die Kasseler Lokomotivenfabrik Henschel & Sohn die 25.000. Lokomotive an die Deutsche Reichsbahn, es war mit der mit Dampfmotoren ausgerüsteten 19 1001 ein Meilenstein in der Dampfloktechnik.
Mit der Produktion von Kriegslokomotiven (Ausstoßzahlen der Baureihe 52), Lastkraftwagen, Panzern und Geschützen (s. Tabelle) war Henschel & Sohn eines der bedeutendsten deutschen Rüstungszentren und ein wichtiges Ziel des alliierten Luftkriegs. Kassel war wiederholt Ziel von Luftangriffen, insbesondere beim Luftangriff auf Kassel am 22. Oktober 1943 wurden die Stadt und die Werke schwer getroffen (siehe auch Kassel Mission).
| Jahr  | Panzer | Geschütze |
| ----- | ------ | --------- |
| 1934  | 6      | -         |
| 1935  | 60     | 15        |
| 1936  | 153    | 86        |
| 1937  | 260    | 70        |
| 1938  | 270    | 76        |
| 1939  | 210    | 130       |
| 1940  | 164    | 406       |
| 1941  | 334    | 910       |
| 1942  | 597    | 1928      |
| 1943  | 850    | 2636      |
| 1944  | 1000   | 1701      |
| Summe | 3904   | 7958      |

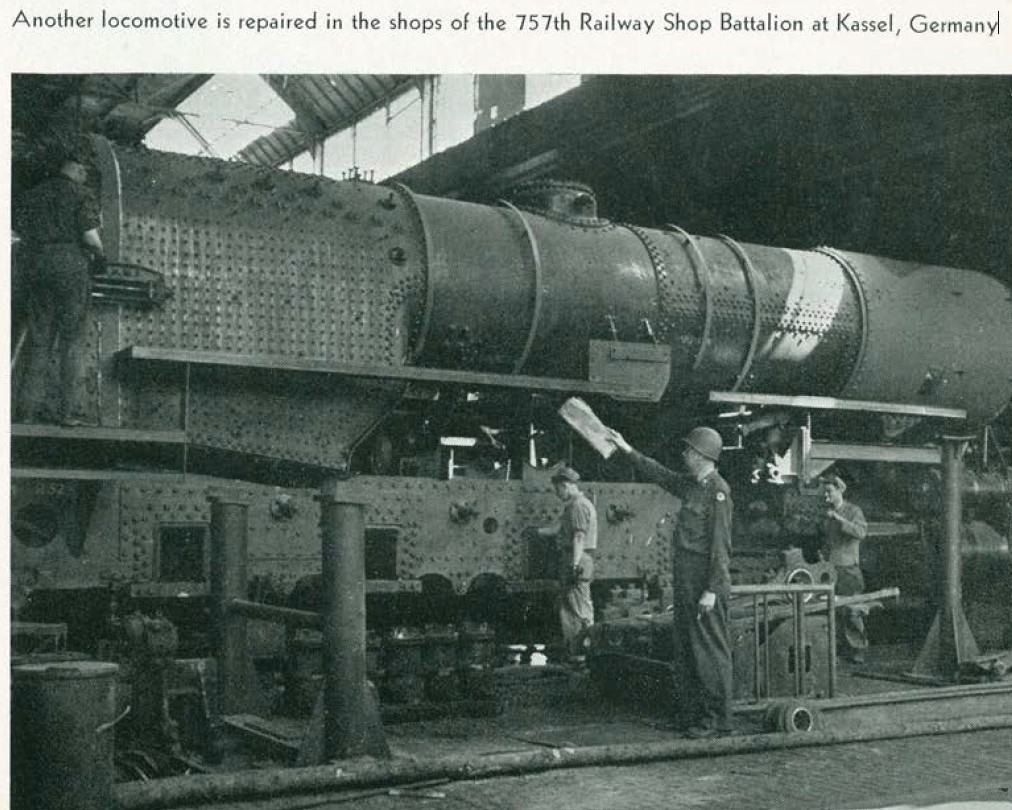
Reparatur einer Lok durch das 757th Railway Shop Battalion in Kassel

Trotz der nahezu vollständigen Zerstörung der Gebäude wurde der strategisch wichtige und gut gelegene Lokomotivenbau-Standort von den Truppen der US-Armee (genauer der „757th Railway Shop Battalion“) übernommen. Im April/Mai 1945 wurden im Henschelwerk sowohl vollständige, neue Lokomotiven als auch Einzelteile vorgefunden. Nach und nach stellte das 757th Railway Shop Battalion folgende Einheiten wieder her: Lokomotiven-Reparaturen durchzuführen, neue Lokomotiven zusammenzubauen (1), Kessel und andere Einzelteile zu reparieren/herzustellen (2) und Einrichtungen des Holz- und Metallmodellbaus (3).
Als ehemalige bedeutende Rüstungsschmiede des NS-Staats bekam das Unternehmen von den Alliierten ab 1946 zunächst nur die Genehmigung, kleinere Industrielokomotiven herzustellen sowie noch vorhandene beschädigte bzw. abgenutzte Lastwagen instand zu setzen. Erst ab 1948 wurden wieder größere Lokomotiven gebaut.

### Unternehmensgeschichte ab der zweiten Hälfte des 20. Jahrhunderts

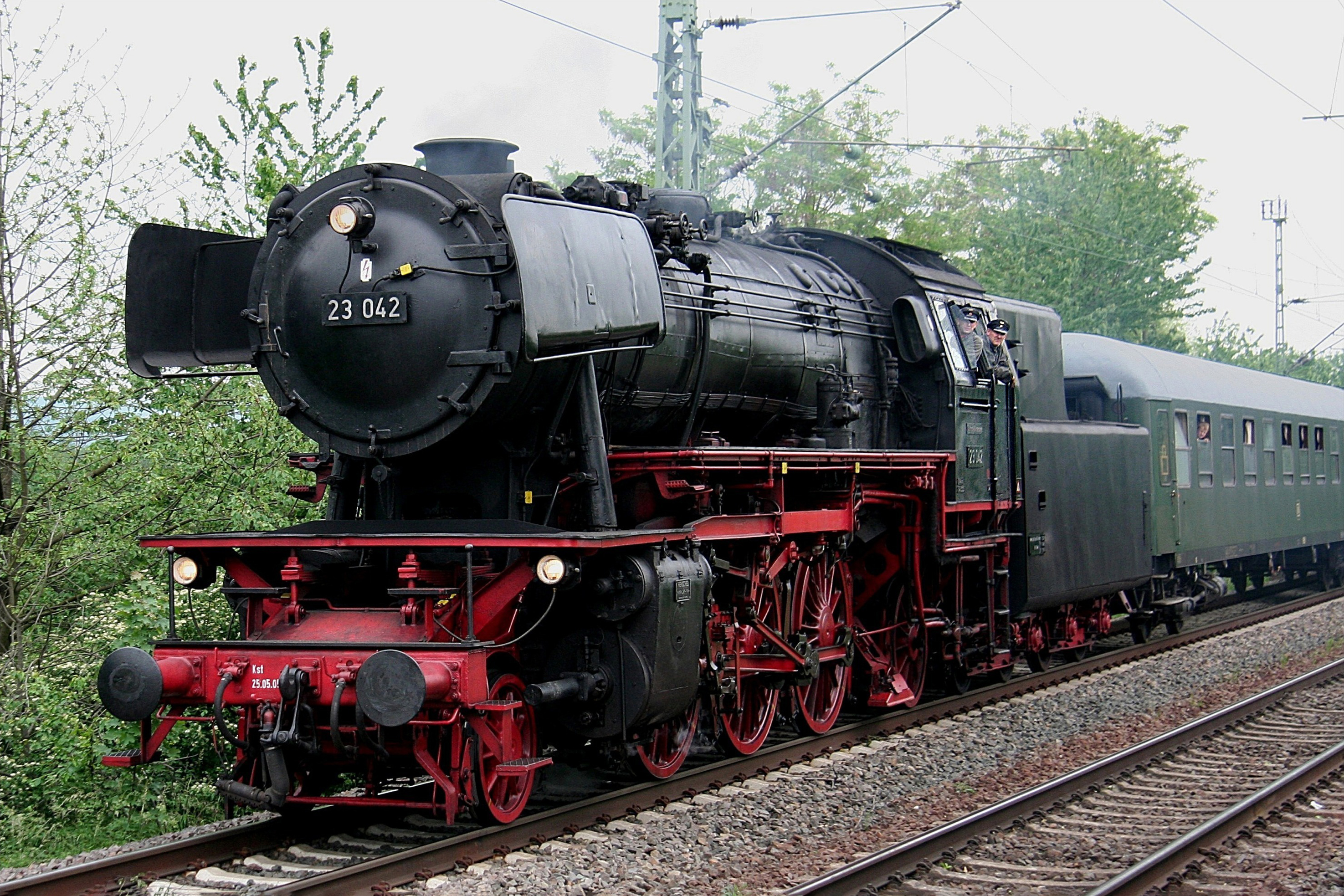
Eine der letzten von der Deutschen Bundesbahn eingeführten Dampflokomotivbaureihen war in den 1950er Jahren die DB-Baureihe 23 von Henschel

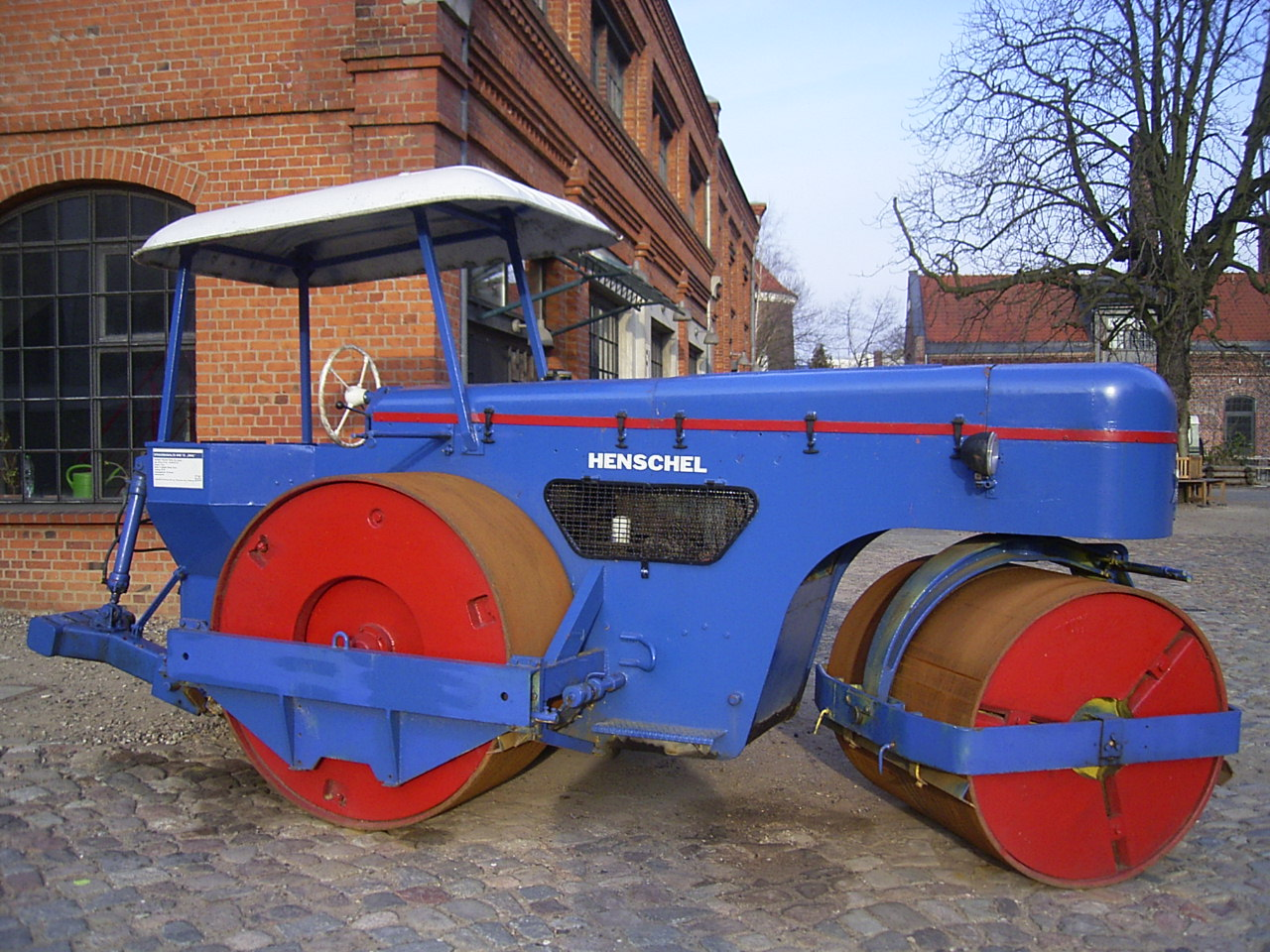
Henschel-Straßenwalze (1964)

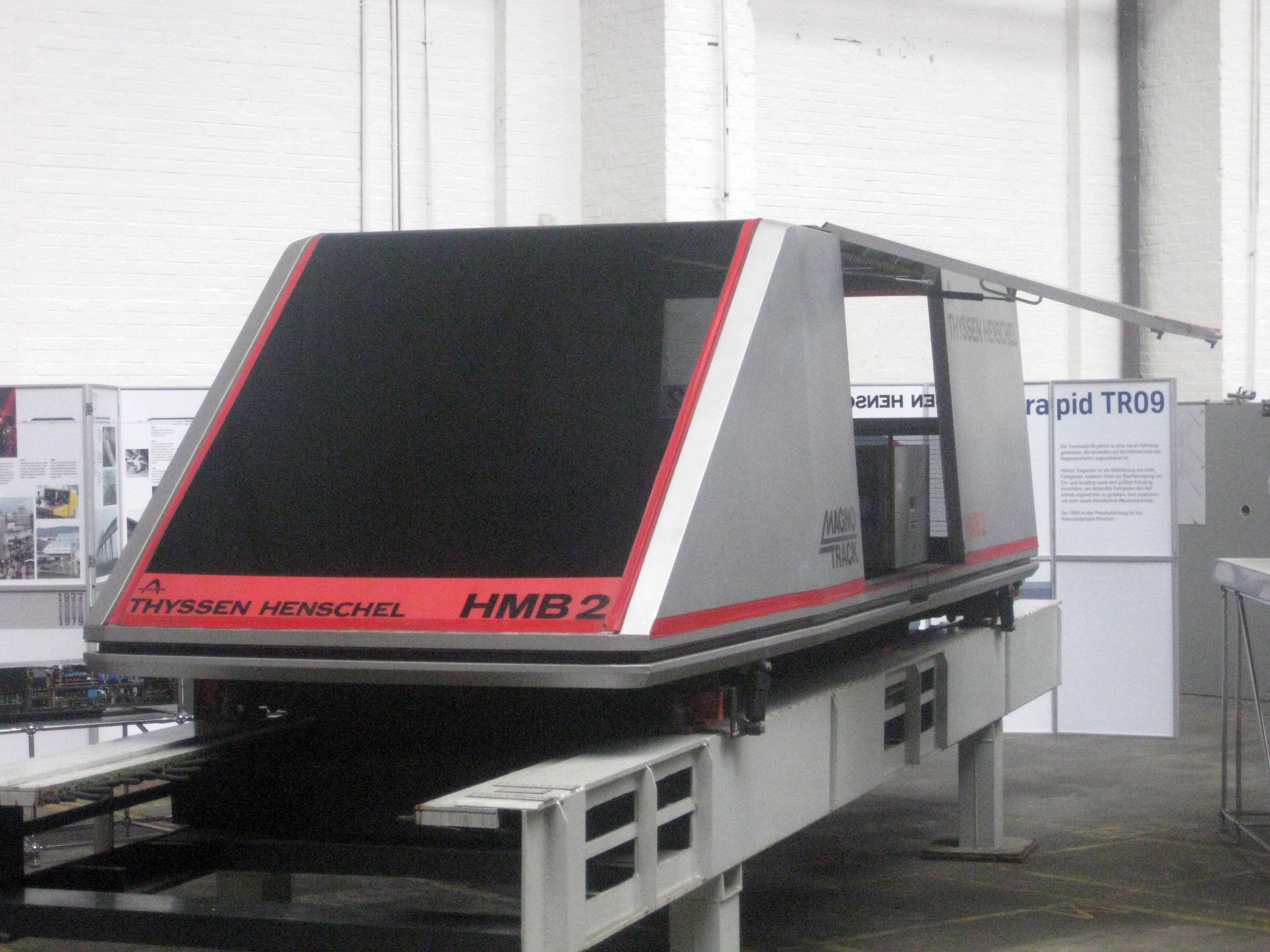
HMB 2, der Vorläufer des Transrapid

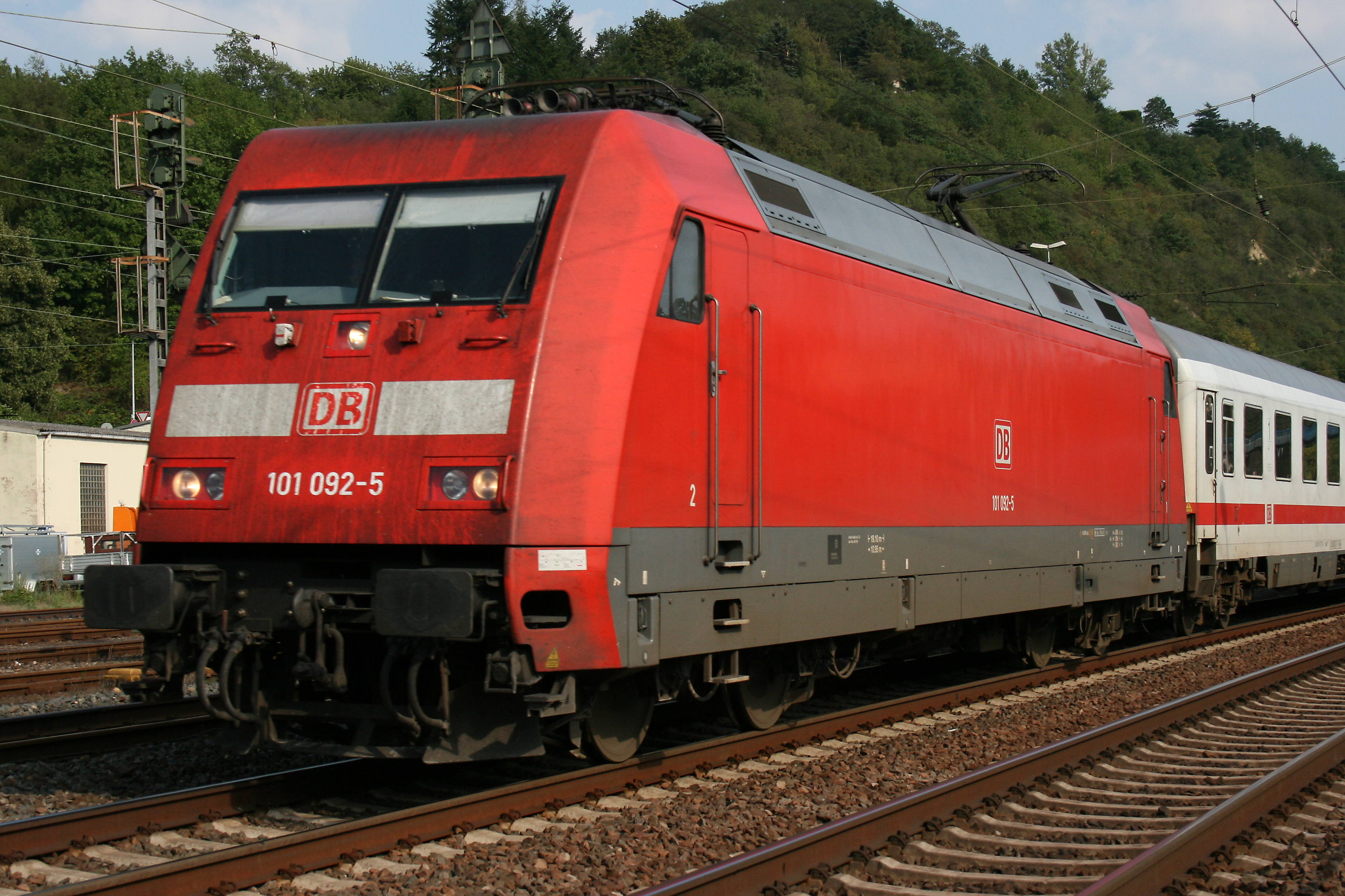
DB-Lok Baureihe 101

#### Henschel & Sohn GmbH
1953 übernahm Henschel die in Konkurs gegangene WUMAG Hamburg und gliederte sie als Henschel-Maschinenbau in das Unternehmen ein. Hohe Entwicklungskosten und Fehlentwicklungen setzten dem Unternehmen zu. Die bisherige Henschel & Sohn GmbH geriet 1957 wegen Absatzschwierigkeiten im Lkw-Bereich, Verzögerungen bei Rüstungsaufträgen der Bundeswehr (HS 30) und zu spät eingeleiteter Umstellungen auf Diesel- und Elektro-Antriebe im Lokomotiv-Programm in eine Krise, in deren Folge Oscar Robert Henschel die Geschäftsführung abgeben musste, eine Umfirmierung in Henschel-Werke GmbH erfolgte und das Unternehmen in den Vergleich ging.

#### Henschel-Werke AG
1958 wurden die bis dahin im Familienbesitz befindlichen Henschel-Werke an neue Gesellschafter verkauft. Im selben Jahr wurde die letzte Dampflokomotive gefertigt. Mit der Lizenzfertigung des Schützenpanzers HS 30 stieg Henschel 1959 wieder in die Produktion von Waffensystemen ein. 1961 übernahm Henschel teilweise die Diesellokfertigung der Maschinenfabrik Esslingen. Bis 1962 hatte sich der 1959 zum Vorstand berufene Industriemanager Fritz-Aurel Goergen vom Teilhaber zum Mehrheitseigner entwickelt. Er wandelte 1962 Henschel in eine AG um und wurde Hauptaktionär; ein Börsengang war geplant. 1963 wurde die Fertigung von Omnibussen aufgegeben. Die Fertigung verlagerte sich fortan auf Schwer- und Werkzeugmaschinen, hinzu kam ein bedeutender Teil an Rüstungsgütern.

#### Rheinstahl-Henschel AG
1964 übernahmen die Rheinischen Stahlwerke die Aktien der Henschel-Werke, die ab 1965 erneut den Namen wechselte und nun Rheinstahl Henschel hieß (Finanzchef seit 1960 und bis 1966: Günther Nawrath, der später Vorstand bei Otto-Versand, Hamburg wurde). – Der auch in der Geschäftsführung aktive Hauptaktionär Goergen, der Henschel aus der schweren Krise von 1957/58 geführt und saniert hatte, war 1964 verhaftet worden. Auf Kaution wieder frei, veräußerte der gesundheitlich und psychisch angeschlagene Goergen seine Aktienmehrheit an Rheinstahl. Erst 1971 war die Justiz bereit einzusehen, dass die gegen ihn vorgebrachten Anschuldigungen haltlos waren.
1969 wurde die Diesellokproduktion durch Klöckner-Humboldt-Deutz (KHD) in Köln-Deutz übernommen und die Lkw-Sparte in die Hanomag-Henschel-Fahrzeugwerke GmbH (kurz HHF) ausgegliedert. Nach der Übernahme der HHF durch Daimler-Benz im Jahr 1971 wurden die Lkw-Produktionen von Hanomag-Henschel und Mercedes-Benz zunächst zusammengeführt und 1974 unter dem Markennamen „Hanomag-Henschel“ eingestellt. Die Produktion im ehemaligen Kasseler Henschel-Lkw-Werk wurde von Daimler-Benz auf Nutzfahrzeug-Achsen umgestellt, in diesem Bereich war es das größte Werk Europas.

#### Thyssen Henschel
Die Rheinstahl AG selbst ging 1976 in die August Thyssen-Hütte ein, nun nannte sich das Lokomotiv-Werk in Kassel Thyssen Henschel. Der traditionsreiche Name „Henschel“ auf den Lokomotiven blieb aber erhalten. Zusammen mit ABB entstand 1990 ABB Henschel mit Sitz in Mannheim.

#### Zugsparte (ADtranz, Bombardier & Alstom)
Im Jahr 1995 vereinbarten ABB und Daimler-Benz den weltweiten Zusammenschluss ihrer Verkehrstechnik-Sparten unter der Bezeichnung ABB Daimler Benz Transportation ADtranz. Damit verschwand am 1. Januar 1996 der Name Henschel als Fahrzeugproduzent endgültig. Der Schienenfahrzeugbau lief unter der Bezeichnung ADtranz weiter, einem hundertprozentigen Tochterunternehmen des damaligen DaimlerChrysler-Konzerns. In Kassel werden überwiegend Elektrolokomotiven und Diesellokomotiven gefertigt und modernisiert. Für die Deutsche Bahn wurden und werden unter anderem die E-Lok-Serien 101, 145, 146 und 185 gefertigt. Die Vermarktung des Transrapid erwies sich als schwierig, hingegen erwies sich die Teilnahme an der Entwicklung des ICE als erfolgreich; die Triebköpfe der ICE-Züge der ersten und zweiten Generation wurden in Kassel gefertigt.
2001 wurde ADtranz an Bombardier Transportation verkauft, im Jahr 2009 beschäftigte das Unternehmen noch 900 Mitarbeiter in Kassel.
2021 wurde Bombardier Transportation mit etwa 600 Mitarbeitern wiederum in Alstom eingegliedert.

#### Weitere Werksteile von Henschel
Teile der ehemaligen Henschel-Werke in Kassel gehörten zu TKTR (Thyssen-Krupp Transrapid), wurden jedoch 2010 aufgegeben.
Die ehemalige Henschel-Wehrtechnik gehört seit Ende 1999 zur Rheinmetall mit den Gesellschaften Rheinmetall MAN Military Vehicles und Rheinmetall Landsysteme.
Andere ehemalige Henschel-Bereiche existieren ebenfalls als eigenständige Unternehmen mit dem alten Markennamen weiter.

## Die wichtigsten Unternehmensteile

### Henschel als Lokomotivenhersteller

#### Übersicht / Galerie

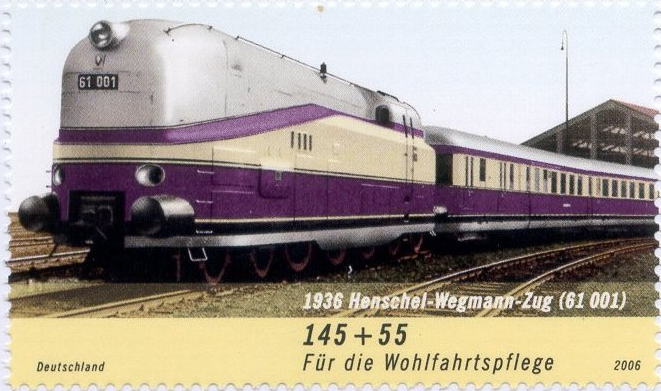
Henschel-Wegmann-Zug (61001), Baujahr 1936
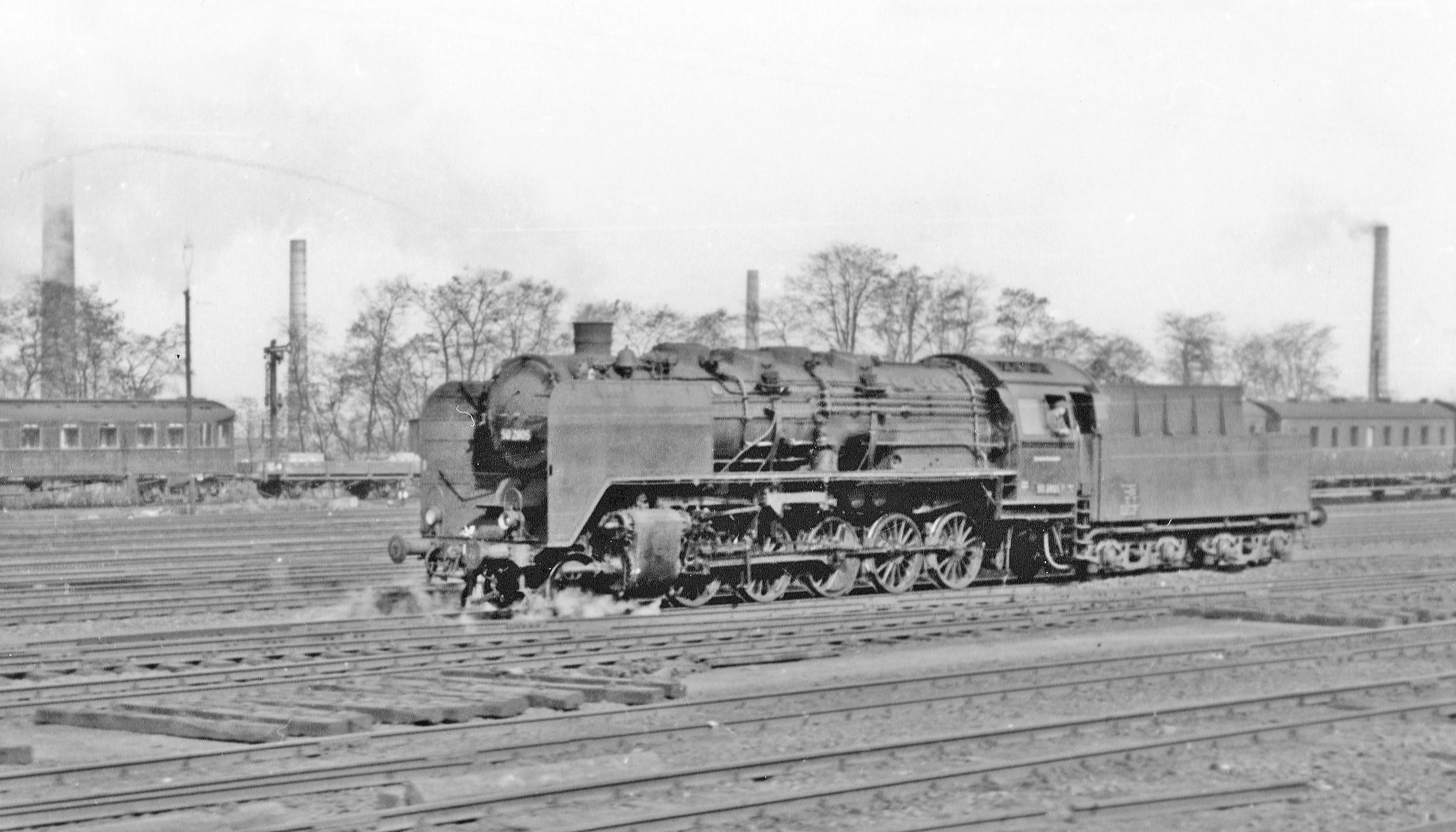
Einheits-Güterzuglokomotive der Baureihe 50, ab 1939 von Henschel ausgeliefert (Bild von 1953 in Kassel)
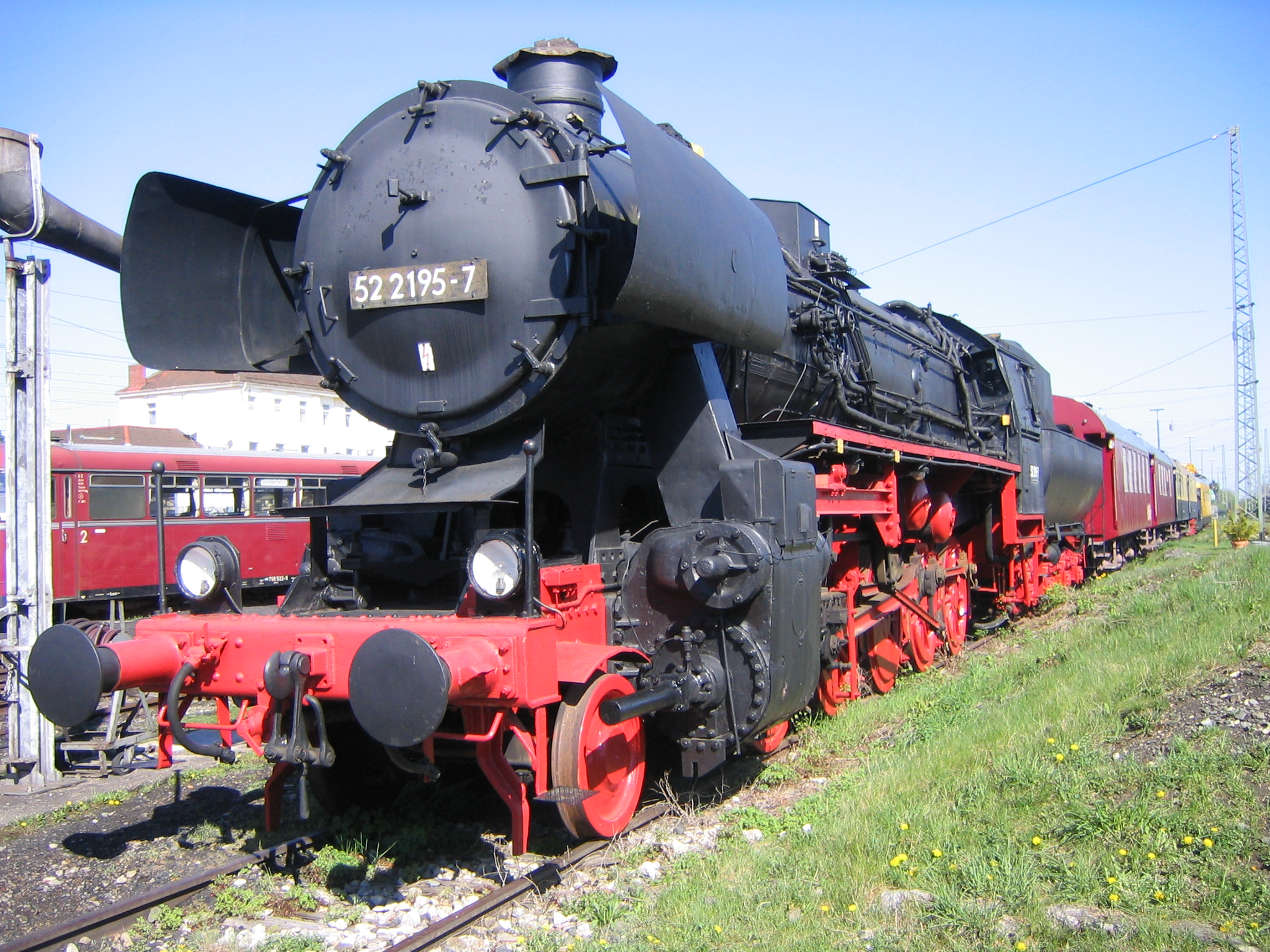
Kriegslokomotive Baureihe 52, allein bei Henschel wurden ab 1942 über 1000 Stück produziert
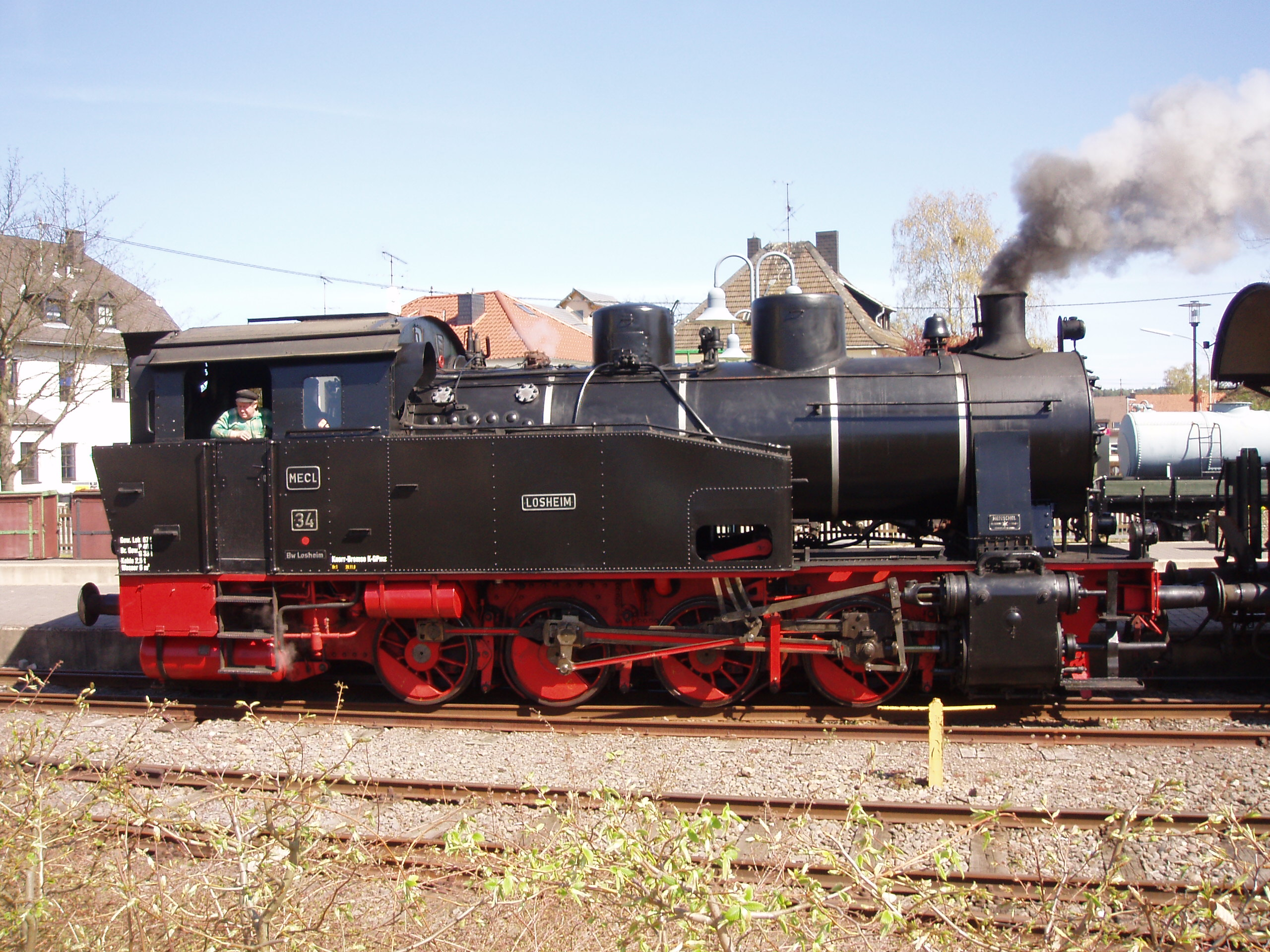
Dampflok D 600 „Losheim“, Baujahr 1948
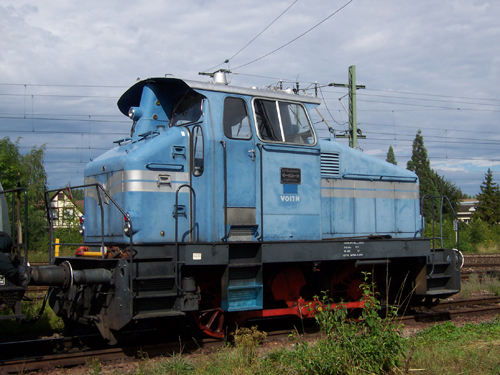
Henschel DH 240
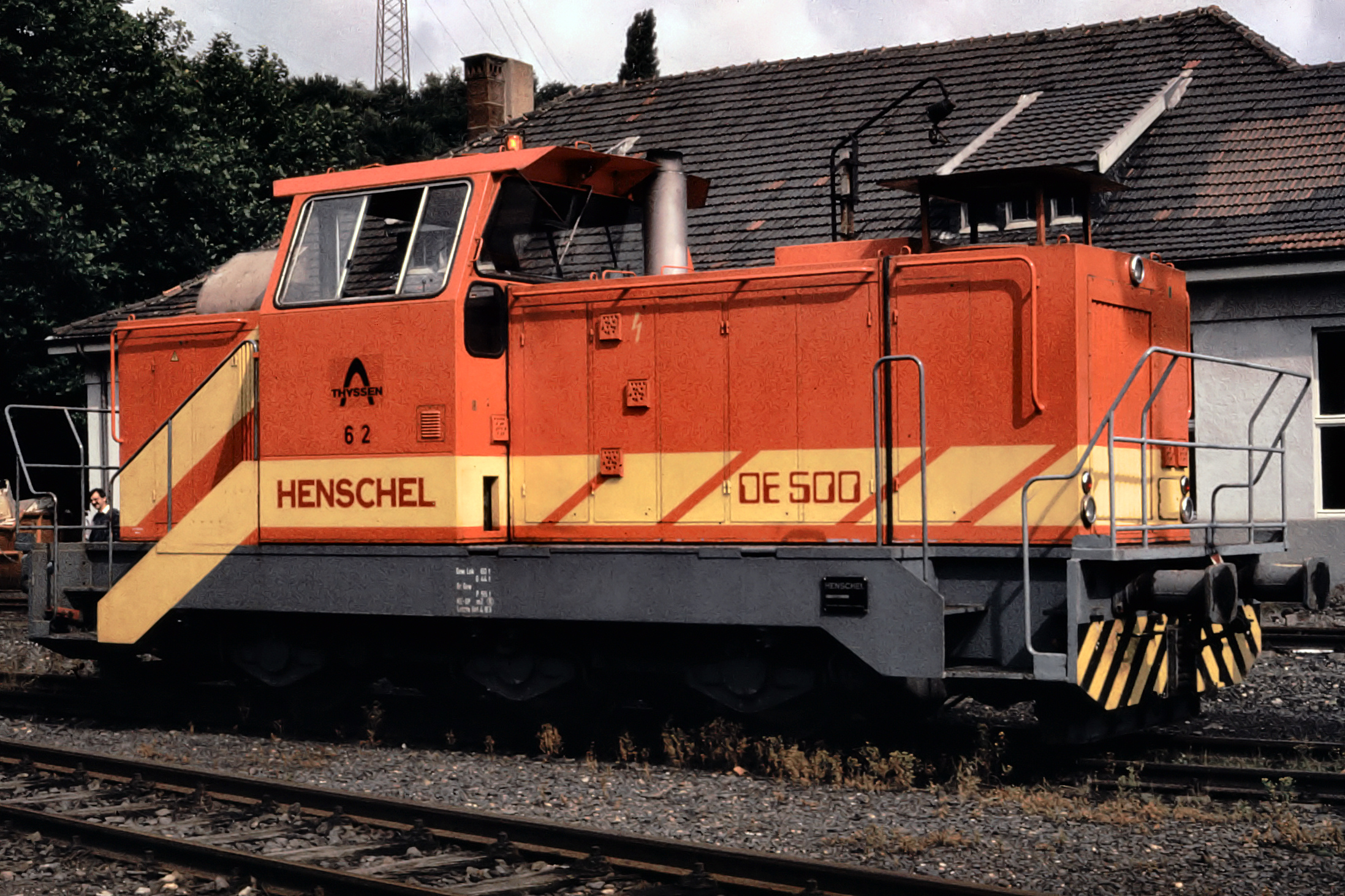
Henschel DE 500 C in Bochum-Dahlhausen
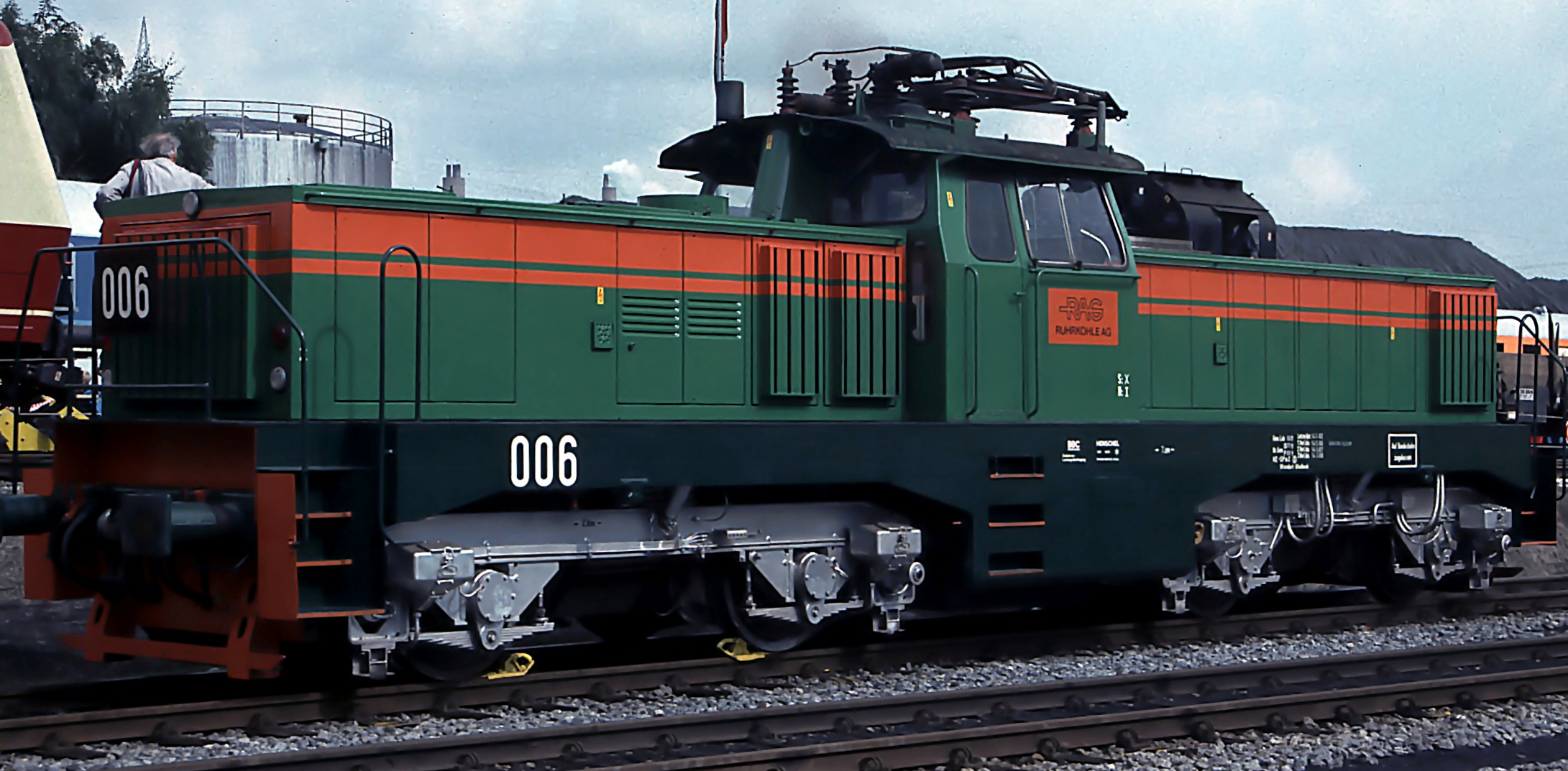
Drehstromlok E 1200
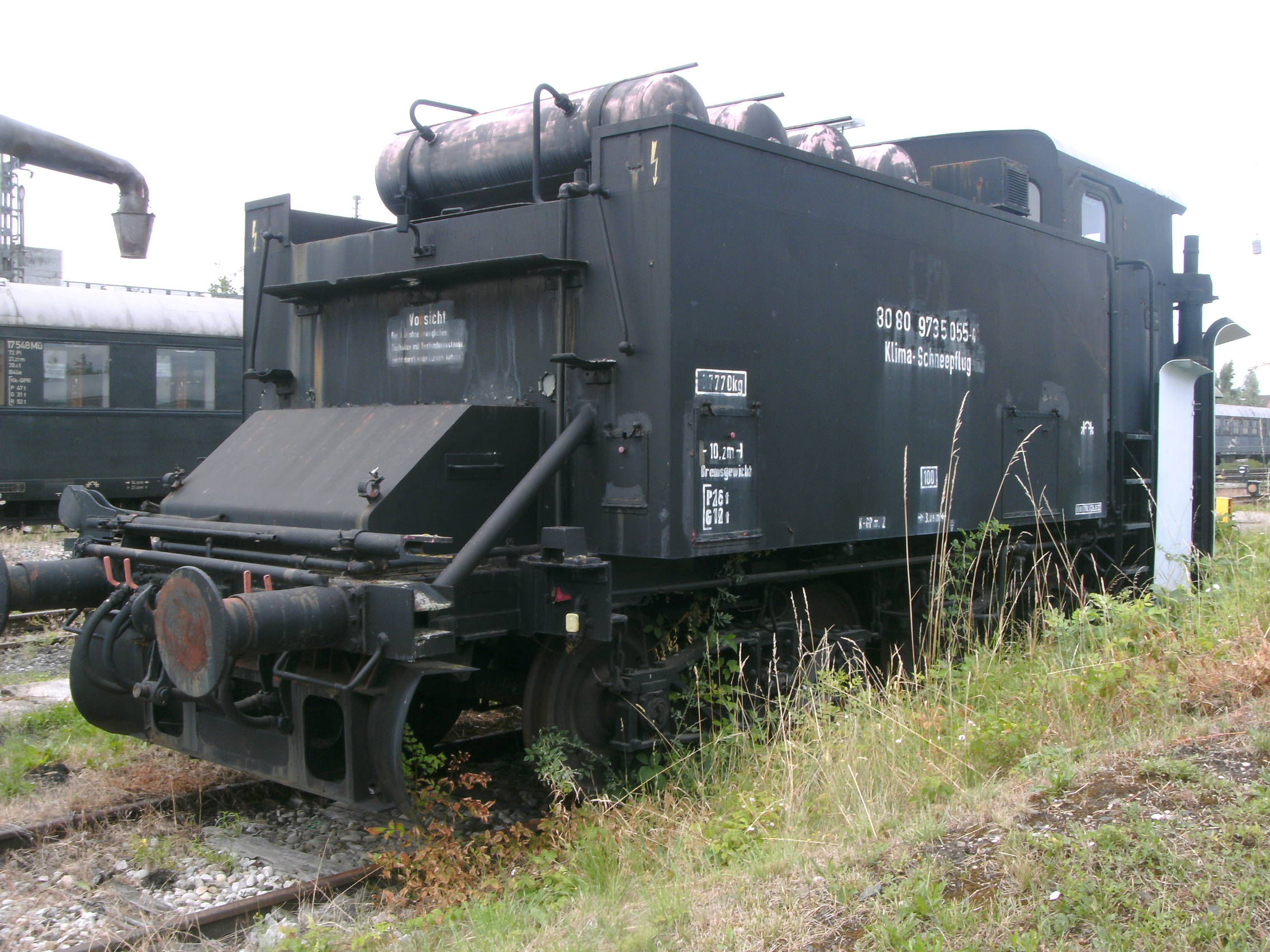
Klima-Schneepflug Baujahr 1965 von Henschel
Dampflokomotive Arganda
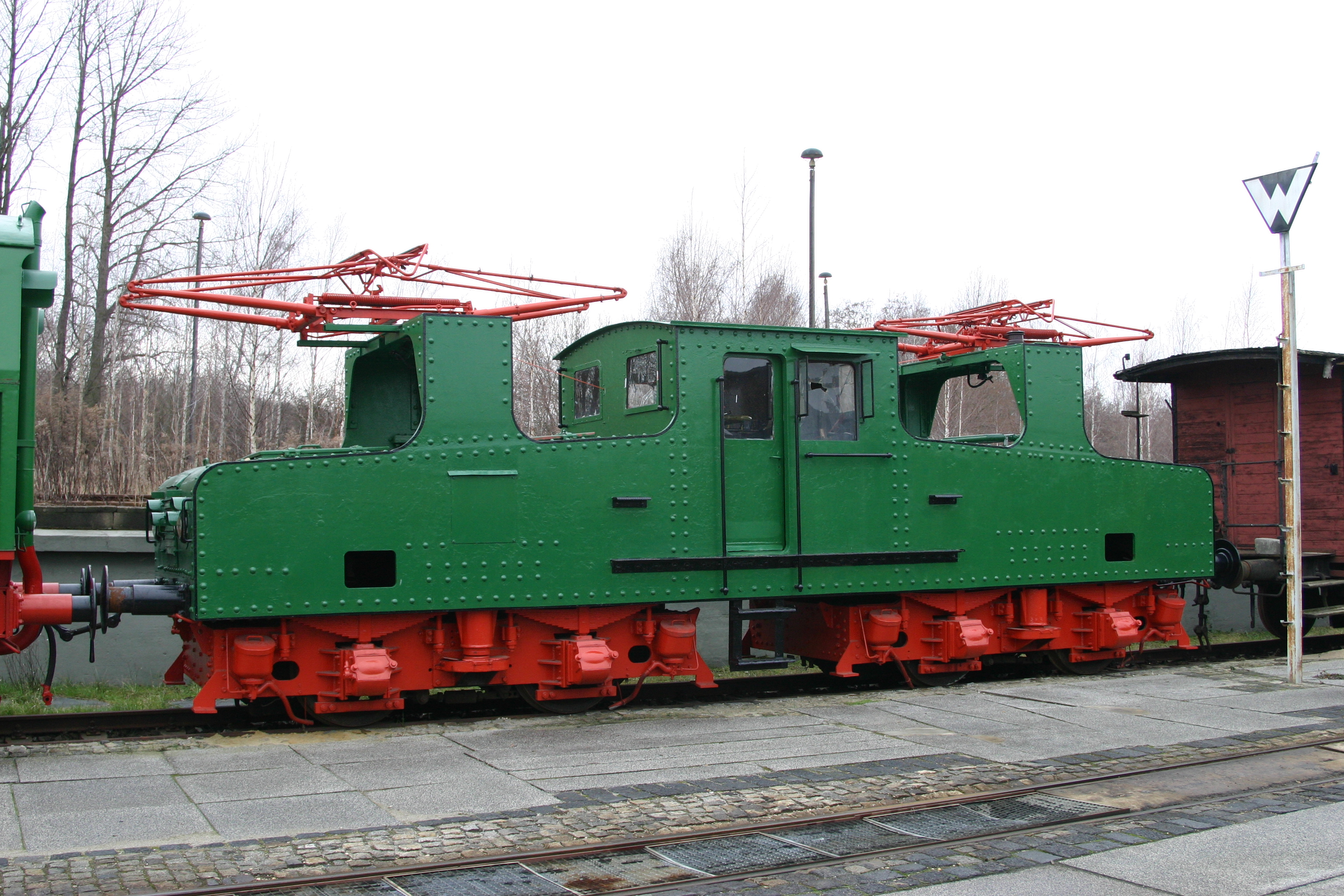
Henschel/SSW Bo Bo 60 t Baujahr 1934

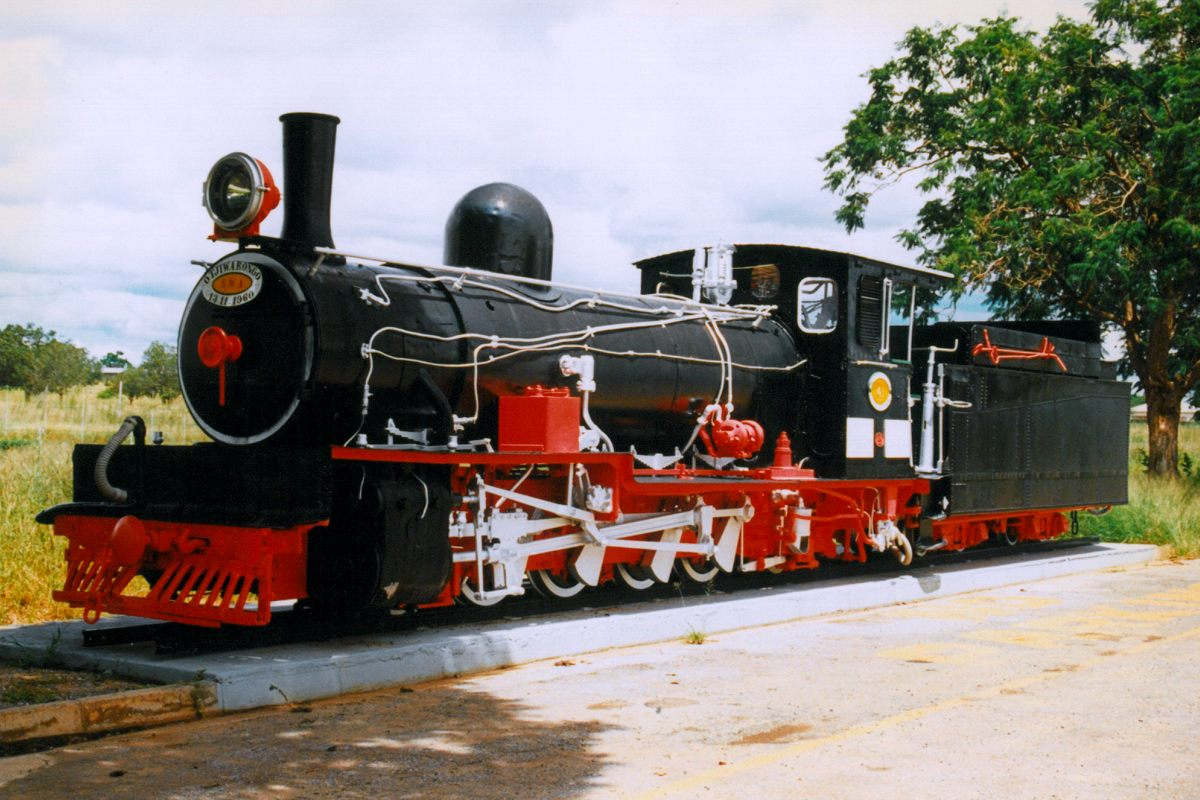
Schmalspurlok der OMEG Nr. 41 (Henschel & Sohn, Kassel, 1912/10721), Denkmal in Otjiwarongo, Namibia

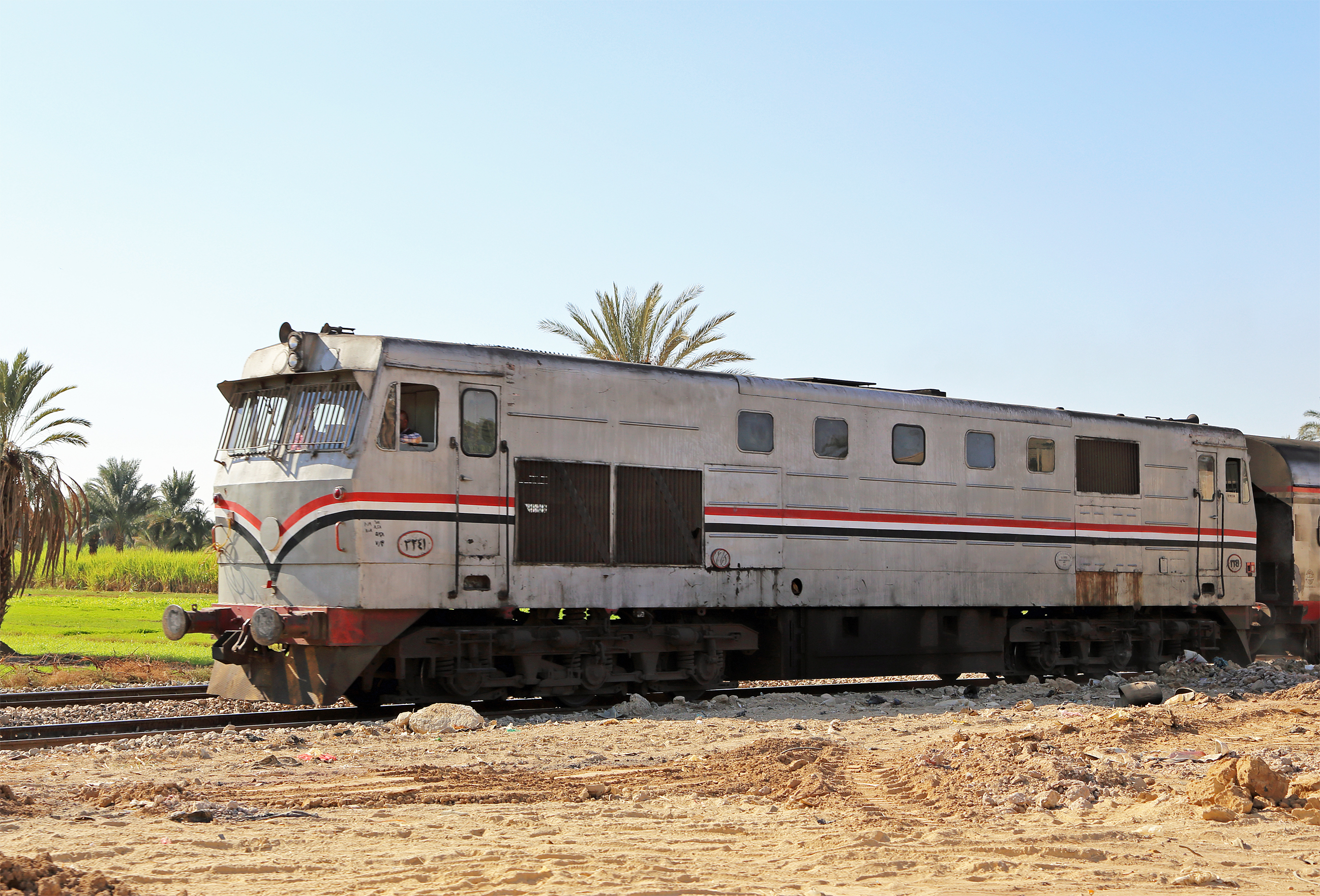
Ägyptische Henschel-Lokomotive AA22T

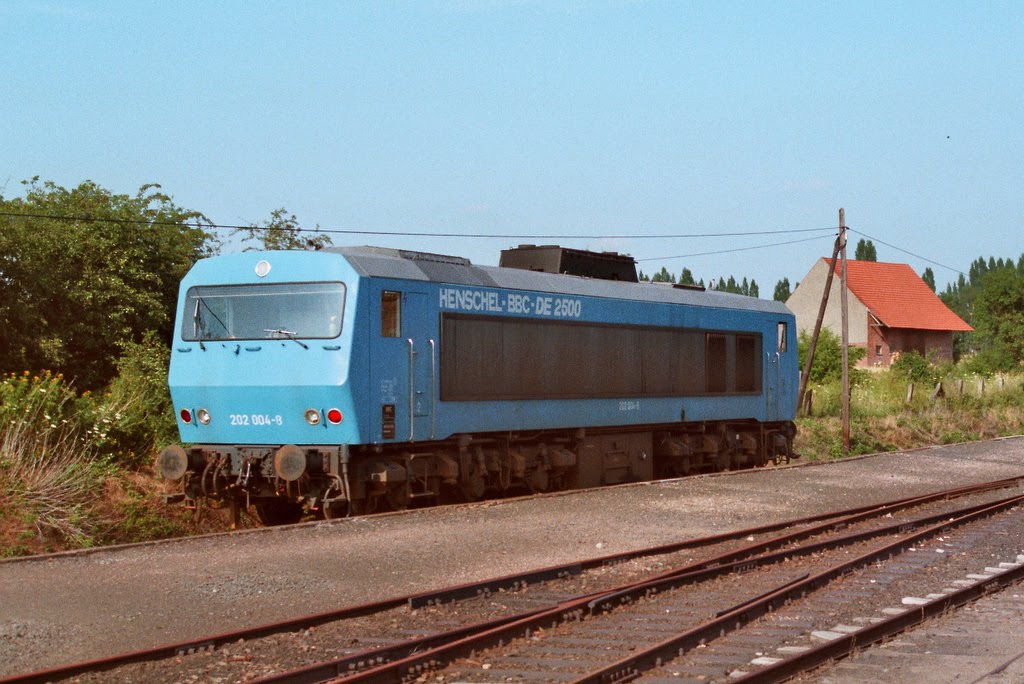
202 004-8 (Co'Co', de, Thyssen-Henschel, BBC, 1973/31405, DE 2500, „Blauer Bock“) im Mieteinsatz bei der Hersfelder Eisenbahn in Ransbach

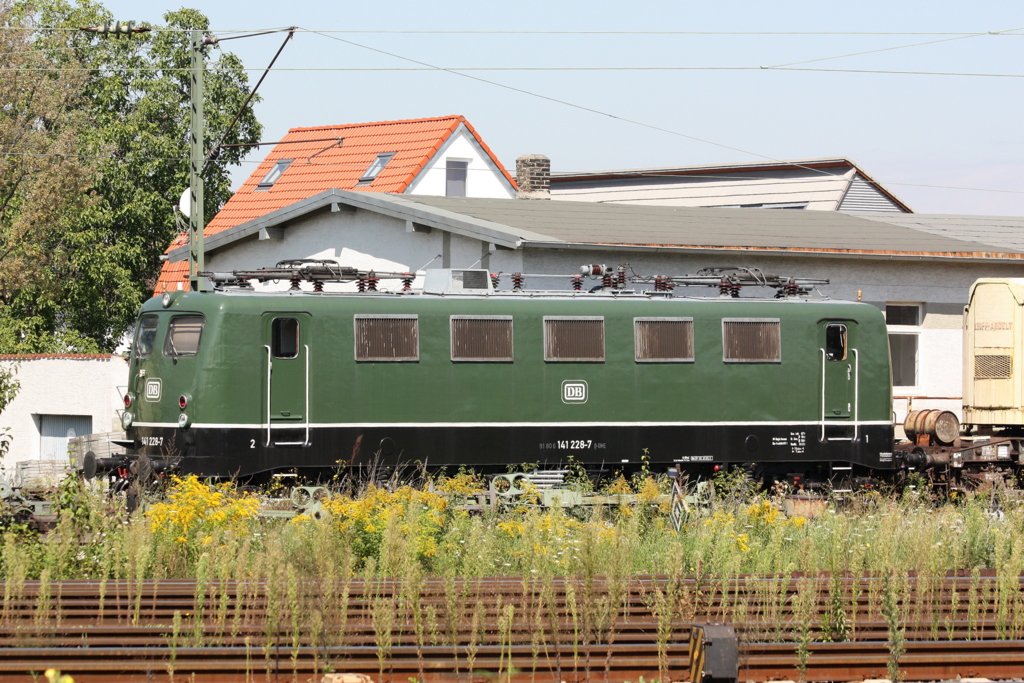
141 228-7 (Bo'Bo', Henschel, BBC 30431)

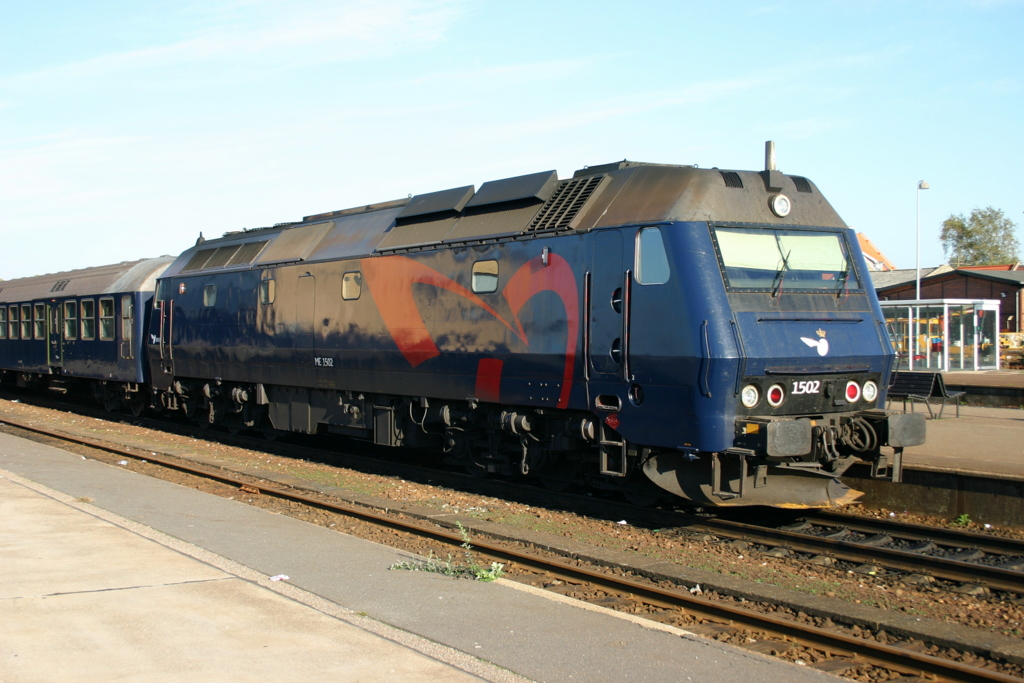
DSB ME 1502 am 17. Oktober 2006 in Nykøbing Falster

Die Henschel-Werke befassten sich bereits früh mit der Entwicklung und Herstellung von Dampflokomotiven, avancierten schon im 19. Jahrhundert zu einem der führenden deutschen Hersteller und blieben dies bis zum Ende der Dampflokfertigung. Henschel tat sich auch bei der Entwicklung besonderer Dampflokomotiv-Bauarten wie der Kondenslokomotive und der Dampfmotorlokomotive hervor. Bereits 1905 wurde bei Henschel die erste Elektrolokomotive gebaut. Im Jahr 1910 wurde bei Henschel die zehntausendste Lokomotive gebaut. Henschel war über lange Zeit hinweg neben Firmen wie Siemens, AEG, Krauss-Maffei und zunächst noch Borsig einer der Hauptlieferanten von Lokomotiven für die Deutsche Reichsbahn und später die Deutsche Bundesbahn.
Für die Grube Otto-Scharf in Köttichau, vor dem Zweiten Weltkrieg der modernste Tagebau der Welt, lieferten 1939 die Henschel-Werke 150-t-E-Loks mit 25-t-Achslast, damals die schwersten und zugkräftigsten deutschen Elektrolokomotiven. Bereits 1934 wurde die Henschel/SSW Bo Bo 60t an die Grube Theodor ausgeliefert, dabei handelt es sich ebenfalls um eine elektrische Tagebaulokomotive.
Unmittelbar nach dem Zweiten Weltkrieg konnte die Produktion im stark zerstörten Henschel-Werk zunächst nicht wieder aufgenommen werden, man betätigte sich zunächst unter Aufsicht des United States Army Transportation Corps und später als privates Ausbesserungswerk in der Instandsetzung von im Krieg beschädigten Lokomotiven. Die ab Mitte der 1960er Jahre entwickelte Baureihe E 03 bzw. 103 wurde maßgeblich von Henschel mitkonstruiert und auch gebaut. Ab Mitte der 1950er Jahre baute Henschel Diesellokomotiven unter Lizenz von General Motors Electro-Motive Division. Größter Kunde war die ägyptische Staatsbahn.

#### Typen von Privatbahnloks
Henschel hatte im Zweiten Weltkrieg beim Bau der Wehrmachtslokomotive WR 360 C 14 Erfahrungen mit dieselhydraulischen Lokomotiven gemacht. Darauf aufbauend wurden ab 1949 ähnliche Lokomotiven selbst angeboten.
Erste Generation
Die ersten Lokomotiven DH 100, DH 200, DH 360 und DH 550 ähnelten noch sehr dem Wehrmachtstypen.
Zweite Generation
Ab 1955 befand sich das Führerhaus in der Mitte der Lokomotive. Die Vorbauten waren recht abgerundet ausgefallen. Gebaut wurden die Varianten DH 240, DH 360, DH 390, DH 440, DH 630, DH 875, DHG 630 und DH 500.
Dritte Generation
1958 entwickelte Henschel eine Typenreihe mit einheitlichem Führerhaus und je nach Typ variierender Vorbaulänge. Diese waren zum Ende hin abgeschrägt und mit abgerundeten Kanten. Ab Werk verfügten diese Loks über zwei an den Vorbauten entlanglaufenden horizontalen Silberstreifen. Von den zweiachsigen Typen DH 120 B, DH 180 B, DH 240 B, DH 360 B, DH 500 B, den dreiachsigen Modellen DH 360 Ca, DH 440 Ca, DH 500 Ca, DH 600 Ca, DH 700 Ci, sowie den vierachsigen Bauarten DH 360 D, DH 700 D und DH 850 D wurden insgesamt 318 Exemplare gebaut, die letzten 1971. Ein Einzelstück blieb die Maschine des Typs DH 1200 D.
Vierte Generation
Die Aufbauten wurden von der dritten Generation übernommen, aber die Lokomotiven bekamen nun ab 1962/1963 eine Gelenkwelle statt des Kuppelstangenantriebs über eine Blindwelle. Die Lokomotiven DHG 500 C und DHG 700 C waren dreiachsig ausgeführt (Achsfolge C), die vierachsigen DHG 1000 BB und DHG 1200 BB hatten zwei Drehgestelle (Achsfolge B'B'), sie verfügten auch über zwei Motoren. Für den Export wurden meterspurige vierachsige einmotorige Lokomotiven mit geschlossenem Lokkasten DH 1100 BB und DH 1200 BB gebaut, die nach Thailand, Spanien und Togo verkauft wurden.
Fünfte Generation
Ab 1973 wurden die Konstruktionen überarbeitet. Die Vorgabe des Bundesverbandes Deutscher Eisenbahnen wurden weitgehend umgesetzt, Führerhaus und Vorbauten der DHG 700 C, DHG 700 C-F, DHG 800 BB und DHG 1200 BB waren nunmehr kantig.
Sechste Generation
Anfang der 1980er Jahre wurden die Lokomotiven noch einmal überarbeitet. Es entstanden die DHG 300 B und die DE 500 C.
Esslinger
Die Lokomotiven DHG 160 B, DHG 200 B, DHG 240 B, DHG 275 B und DHG 330 C waren bei der Maschinenfabrik Esslingen entwickelt worden, wurden aber 1961 von Henschel übernommen und in Kassel produziert.
Export
Für den Export nach Schweden wurde die DHG 625 C als SJ V4 und SJ V5, die DH 600 C für den Export nach Ghana und in den Sudan sowie die NY5, NY6 und NY7 für die chinesischen Staatsbahnen gebaut.
Ende der 1980er Jahre wurde der Bau von Industrielokomotiven bei Henschel aufgegeben.

### Henschel als Nutzfahrzeughersteller

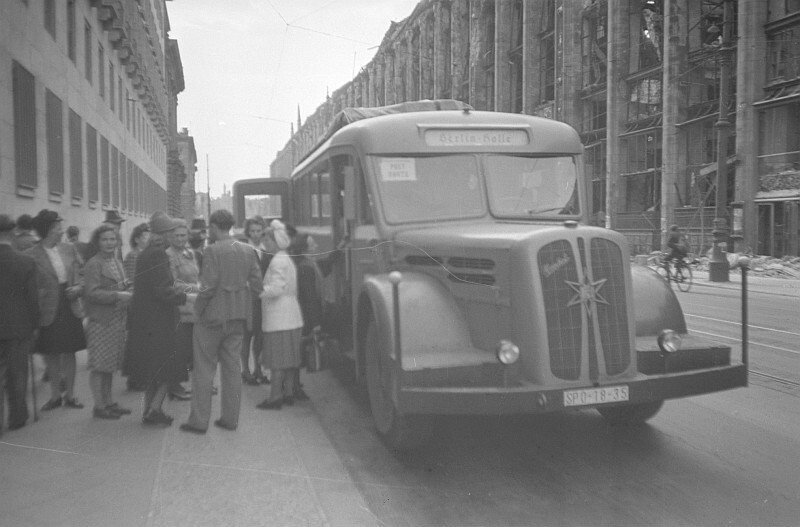
Henschel 40 S 1 Bj. 1939 mit „Nieren“-Kühlermaske, 95-PS-Dieselmotor

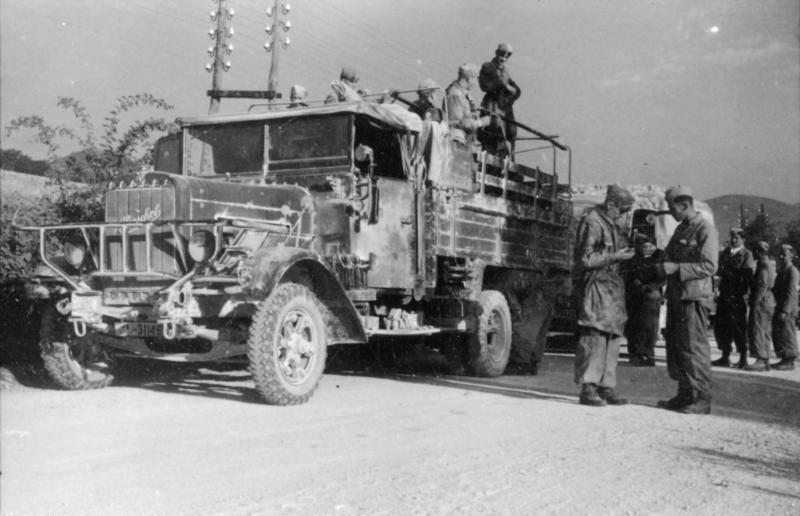
Henschel-Lkw der Wehrmacht in Italien 1943

#### Vor und während des Zweiten Weltkriegs
Als sich Mitte der 1920er Jahre ein Einbruch der Weltwirtschaft absehen ließ, überlegte man bei Henschel den Aufbau eines weiteren Geschäftszweiges, um vor allem vom Lokomotivbau nicht mehr so abhängig zu sein. So fiel der Entschluss, in den bereits stark expandierenden Bereich der Nutzfahrzeugherstellung einzusteigen. 1925 begann die Fertigung von Lastkraftwagen und Omnibus-Fahrgestellen, zunächst bereits sehr fortschrittliche 3- und 5-Tonner auf Basis einer Lizenz des Schweizer Herstellers Franz Brozincevic & Cie (FBW) (etwa 300 Fahrzeuge).
In den darauffolgenden Jahren entwickelte Henschel eigene Lkw und Omnibusse mit Otto- und Diesel-Antrieb sowie eigene Motoren. Ende der 1920er Jahre experimentierte man auch mit dampfgetriebenen Lastwagen sowie Fahrzeugen (auch Omnibussen) mit Holzvergasern, beide blieben jedoch bei sehr geringen Stückzahlen. Anfang der 1930er Jahre waren Nutzfahrzeuge von zwei bis zwölf Tonnen Nutzlast im Angebot. 1932 erschienen die ersten Henschel-Lanova-Dieselmotoren nach einem Verfahren des Technikers Franz Lang, die gegenüber den bisherigen Dieselmotoren eine weichere Verbrennung ermöglichten. Diese Motoren fanden teilweise auch im Lokomotiv- und Omnibusbau Verwendung. Das Lanova-Einspritzverfahren blieb den Henschel-Lastwagen bis Anfang der 1960er Jahre erhalten. In den 1930er Jahren machte sich Henschel im Nutzfahrzeugbereich vor allem einen Namen als Hersteller schwerer Omnibus- und Lastwagenfahrgestelle. Schwere Lastwagen von Henschel kamen im Zweiten Weltkrieg vielfach zum Einsatz. Die Werksanlagen wurden im Krieg stark zerstört, die Lkw-Fertigung kam zum Erliegen.
| Jahr  | Lastwagenproduktion |
| ----- | ------------------- |
| 1933  | 135                 |
| 1934  | 733                 |
| 1935  | 1833                |
| 1936  | 1994                |
| 1937  | 3048                |
| 1938  | 3033                |
| 1939  | 2702                |
| 1940  | 1954                |
| 1941  | 2066                |
| 1942  | 953                 |
| 1943  | 548                 |
| 1944  | 55                  |
| Summe | 19054               |

#### Nach dem Zweiten Weltkrieg

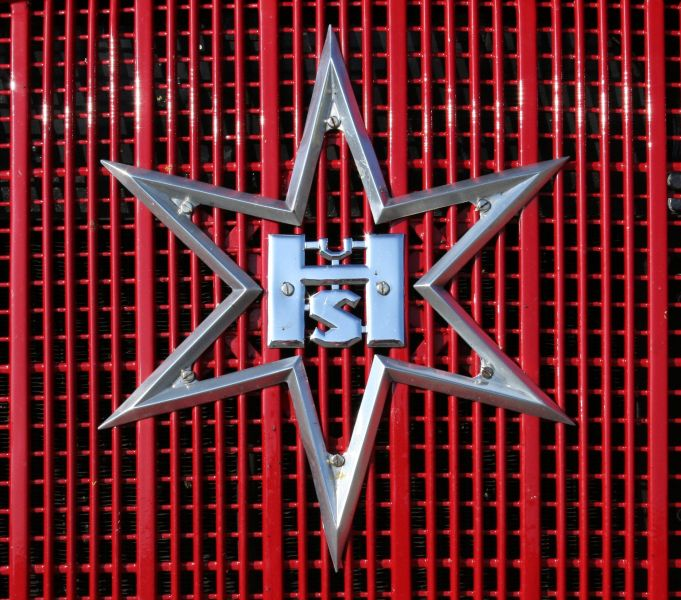
Der Sechszackige Stern, Markenzeichen von Henschel & Sohn

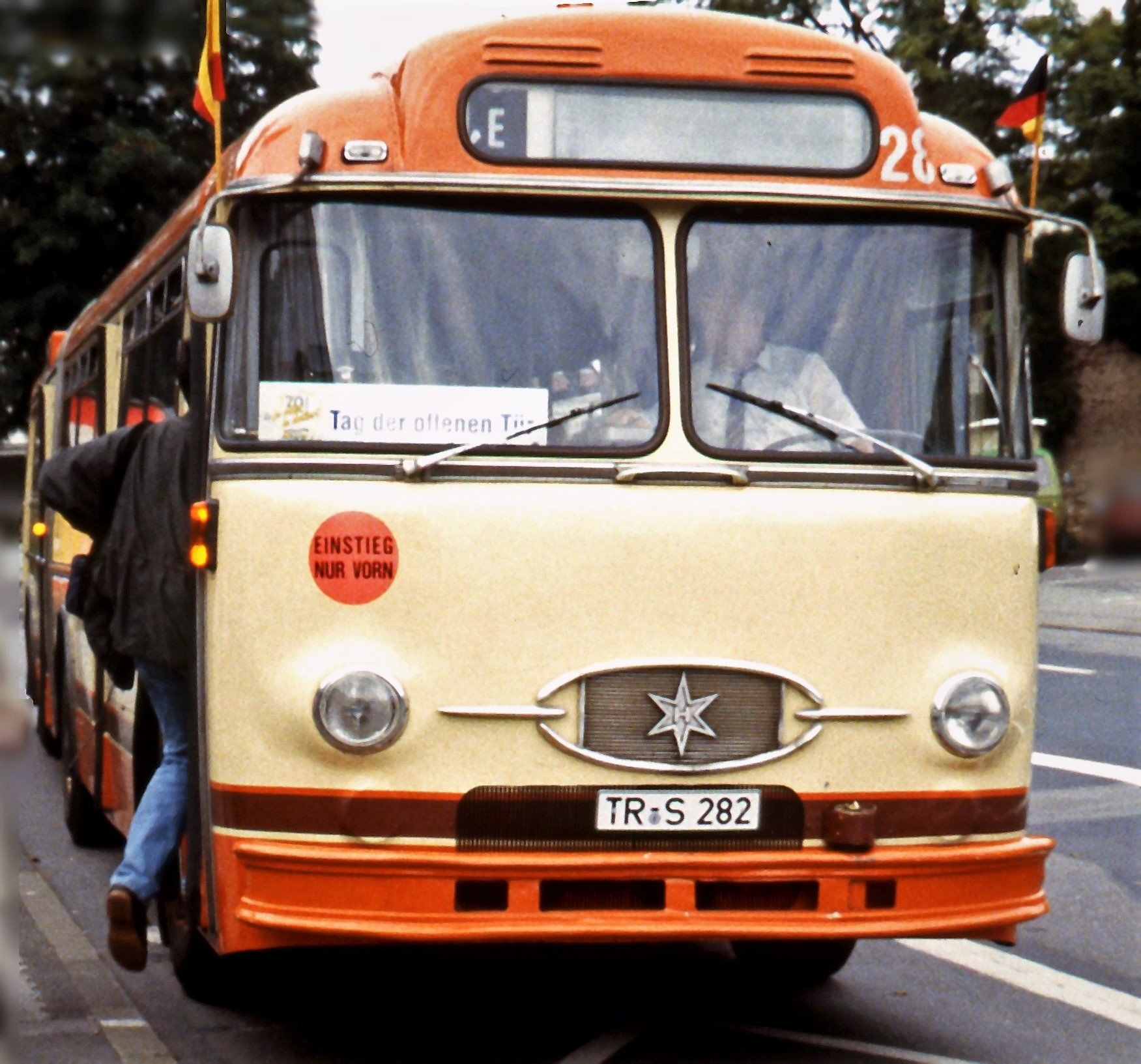
HS 160 der Stadtwerke Trier

1946 waren die Anlagen soweit wieder instand gesetzt, dass zunächst mit Genehmigung der Alliierten ein Reparaturbetrieb für die noch vorhandenen, stark abgenutzten und teilweise kriegsbeschädigten Lastwagen wieder aufgenommen werden konnte. Später wurden in größerer Zahl zuvor benzinbetriebene amerikanische Militärlastwagen mit Henschel-Dieselmotoren ausgerüstet. Der zu stark mit der Rüstungsproduktion im Zweiten Weltkrieg belastete Name Henschel blieb durch die Alliierten zunächst gesperrt, so dass das Werk übergangsweise unter dem Namen Hessia als Ableitung von Hessen firmierte. Die Bezeichnung Henschel kehrte erst 1948 zurück.
Nachdem dies 1946 erlaubt worden war, entstanden auch bereits wieder dringend benötigte Oberleitungs-Omnibusse. In den 1950er Jahren war Henschel der größte deutsche Anbieter von Oberleitungsbus-Fahrgestellen. Wie in dieser Zeit üblich, erschienen auch bei Henschel in der Folge noch vom Lkw abgeleitete Omnibus-Fahrgestelle, die häufig von Aufbauherstellern zu Reisewagen karossiert wurden. 1955 erschien mit dem Typ HS 160 ein neuer Linienbustyp, ein Frontlenker mit damals neuartigem Aufbau in Schalenbauweise. Dieses als Diesel- sowie Oberleitungsbus erhältliche Modell war sowohl als Solo- wie auch als Gelenkwagen zunächst ein beachtlicher Verkaufserfolg. Es war bereits in Modulbauweise (nach heutiger Terminologie als „Plattformfahrzeug“ zu bezeichnen) konstruiert und hatte einen Wagenkörper aus Aluminium.
Dennoch wurde die unrentabel gewordene Fertigung 1963 eingestellt. Bemerkenswerte Konstruktionen der Firma Henschel im O-Bus-Bereich waren auch der Typ II 6500, abgeleitet vom „Kriegs-Einheitsobus“, von dem noch ein Exemplar in Eberswalde vorhanden ist, und der Typ Uerdingen/Henschel ÜHIIIs, der mit 212 Exemplaren meistgebaute O-Bus-Typ Westdeutschlands.
Eine Besonderheit stellte der nur 1950 und 1951 in geringer Stückzahl produzierte Henschel Bimot dar, der von zwei Dieselmotoren angetrieben wurde, da bis 1951 der Alliierte Kontrollrat die Leistung auf 150 PS je Motor begrenzt hatte.
Erst 1950, damit weit nach den wichtigsten Wettbewerbern, wurden wieder eigene Lastwagen angeboten. Zunächst erschien der schwere Typ Henschel HS 140 für 6,5 Tonnen Nutzlast. Die Bezeichnung des zunächst als Haubenwagen ausgeführten Lkw rührte von der Motorleistung von 140 PS her, das Modell war der Zeit entsprechend mit langer schmaler Motorhaube und freistehenden Scheinwerfern ausgerüstet. Später erschienen leistungsstärkere Schwestermodelle, darunter maßgeblich der HS 170 mit 170 PS. Ab 1953 waren auf technisch weitgehend identischer Basis auch Frontlenker mit rundlichem Kabinendesign im Angebot. Die Grundmuster der Haubenwagen wie der Frontlenker blieben bis 1961 im Programm. Im Jahr 1951 wurde das Lkw-Programm mit der Einführung des Typs HS 100 nach unten ergänzt. Dieses Kurzhauben-Modell war Ausgangsbasis einer ganzen Modellfamilie, die sich bei steter Weiterentwicklung, jedoch fast unverändertem Design bis Ende der 1960er Jahre im Programm hielt. Die Motorleistung begann bei 100 PS und steigerte sich bis zum Produktionsende auf bis zu 180 PS, so bei dem auf der IAA 1955 vorgestellten 16-, ab 1957 20-Tonnen-Dreiachs-Allradkipper HS 3-180 TAK mit einem Hubraum von 11.045 Kubikzentimeter.

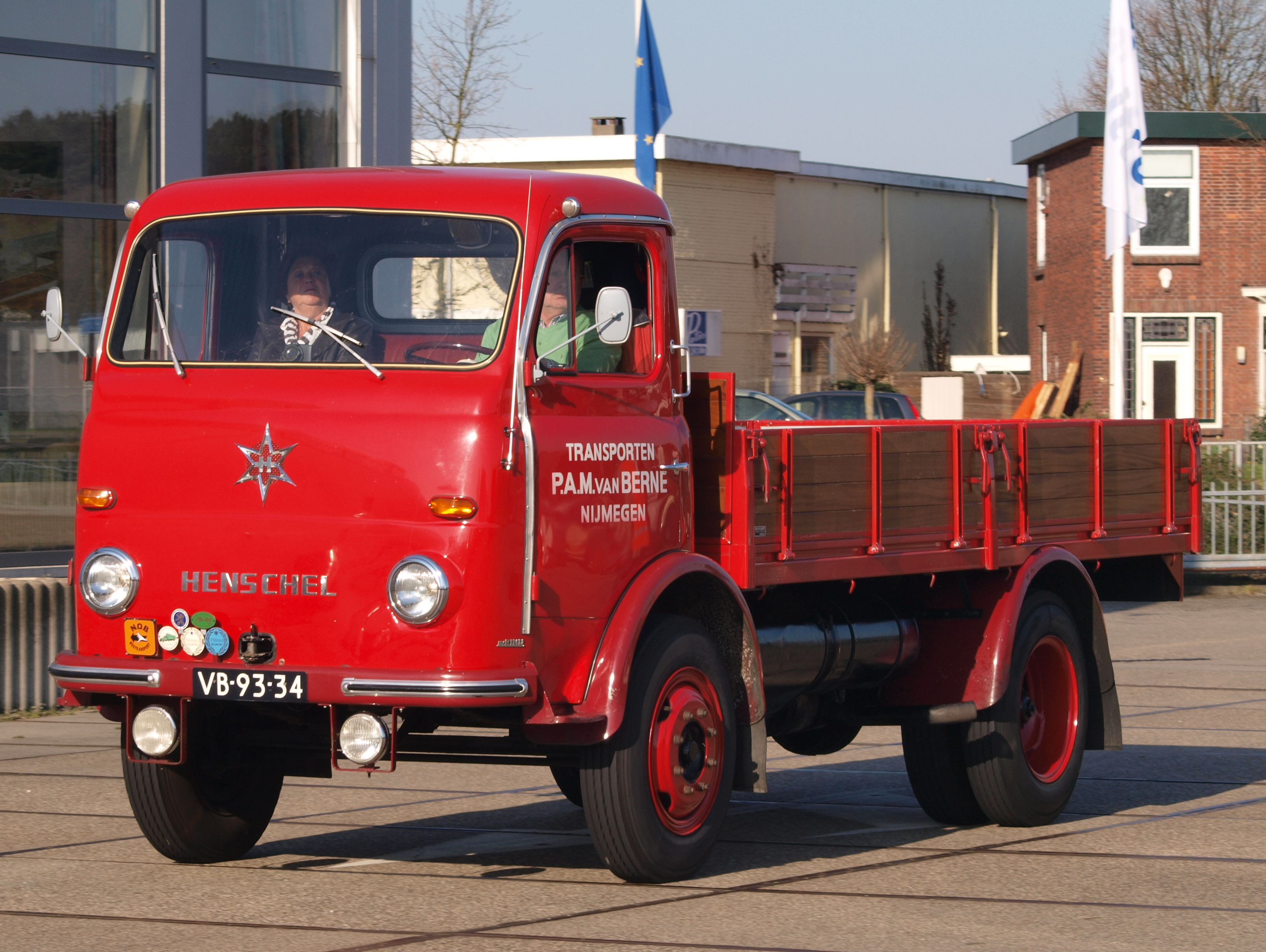
Henschel HS 90
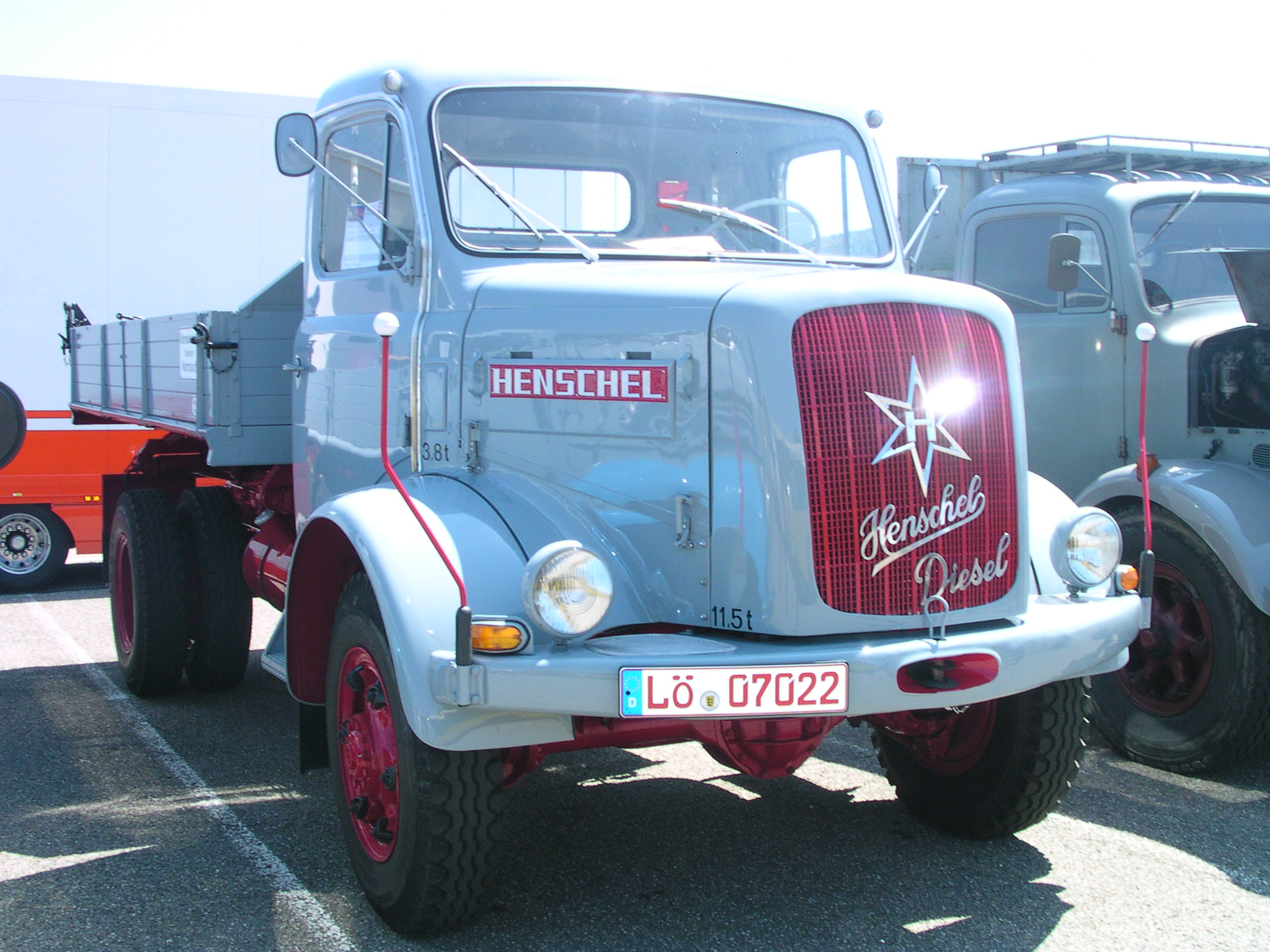
Henschel HS 100 AK Allrad-Kipper
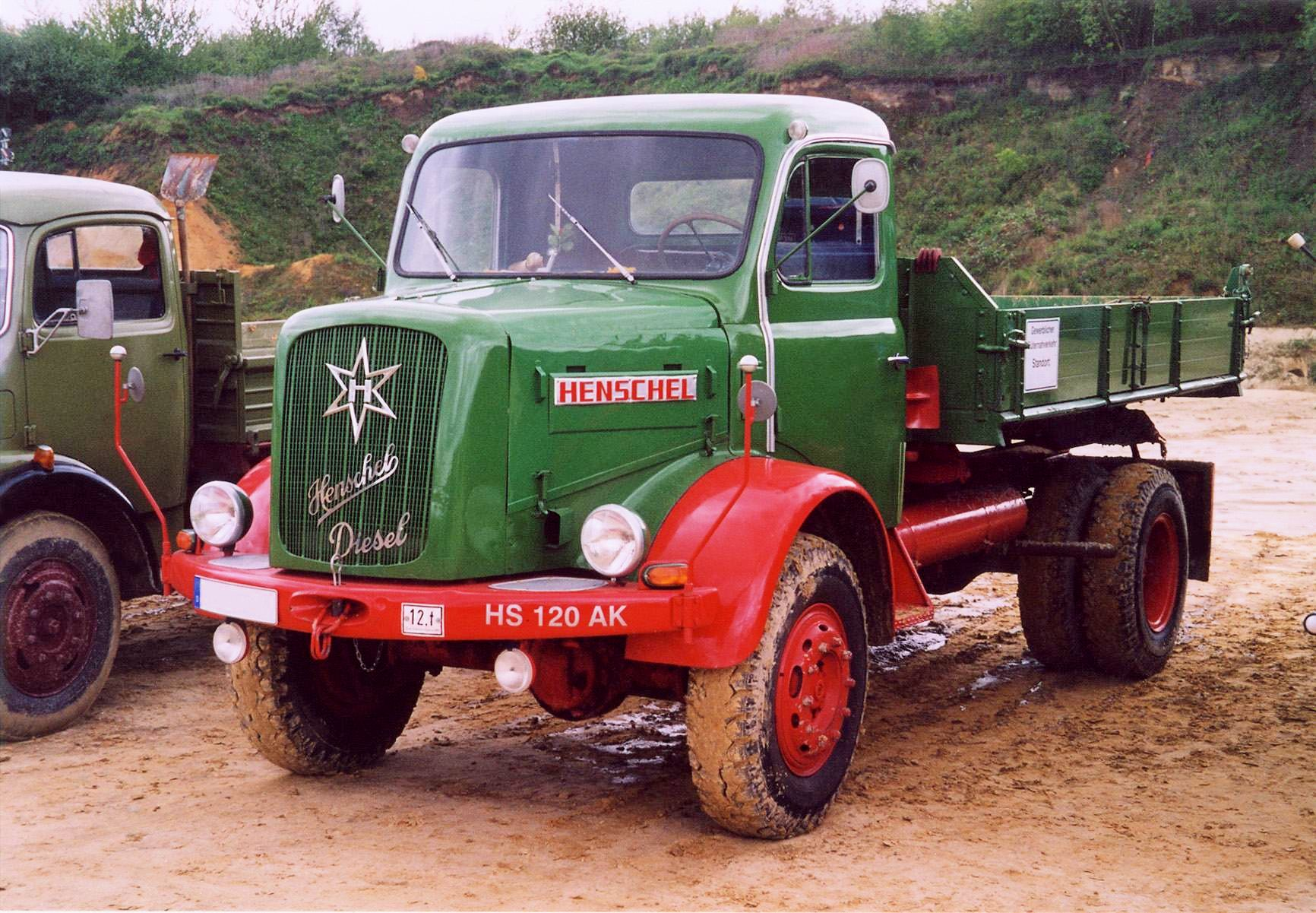
Henschel HS 120 AK Allrad-Kipper
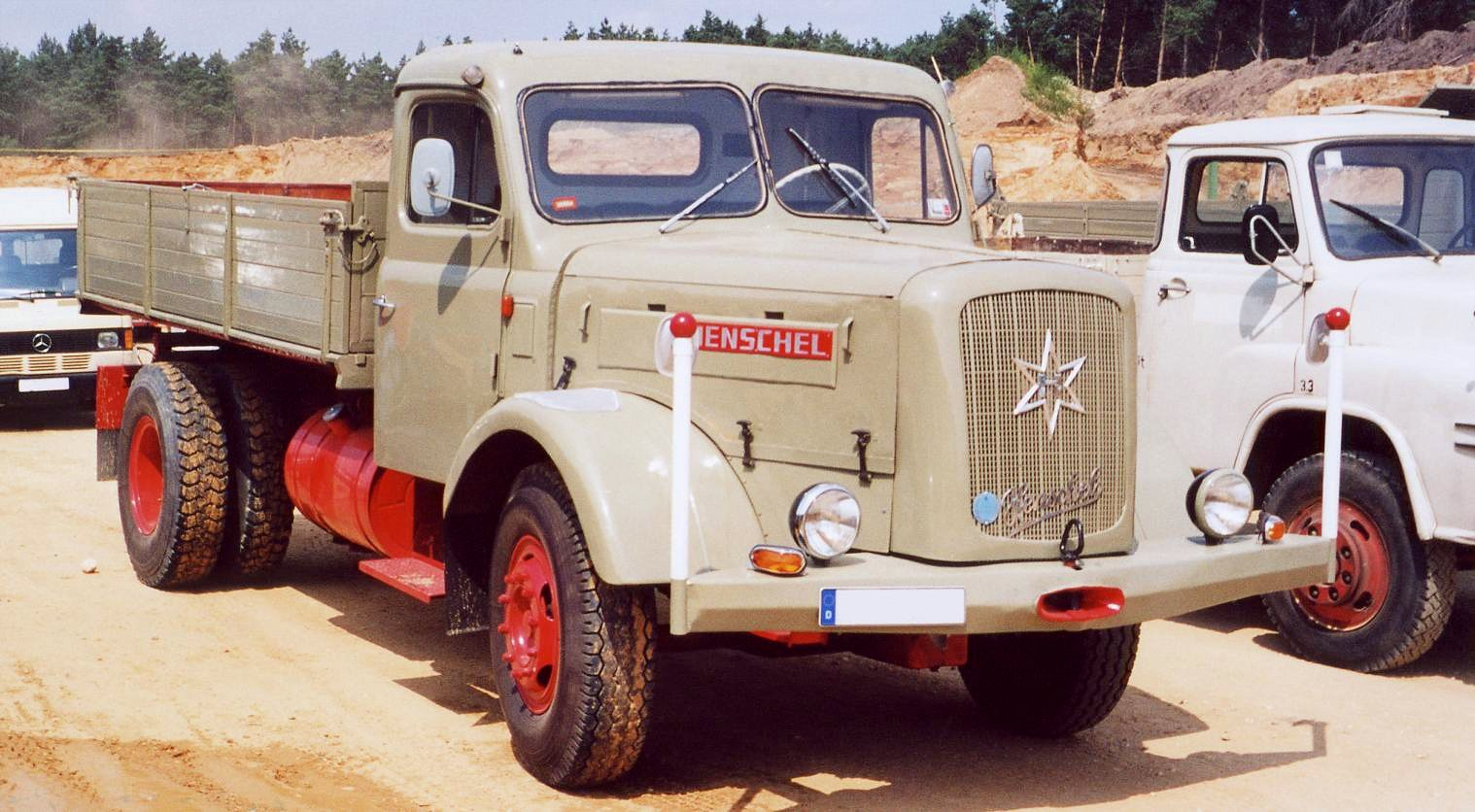
Henschel HS 140 K Kipper
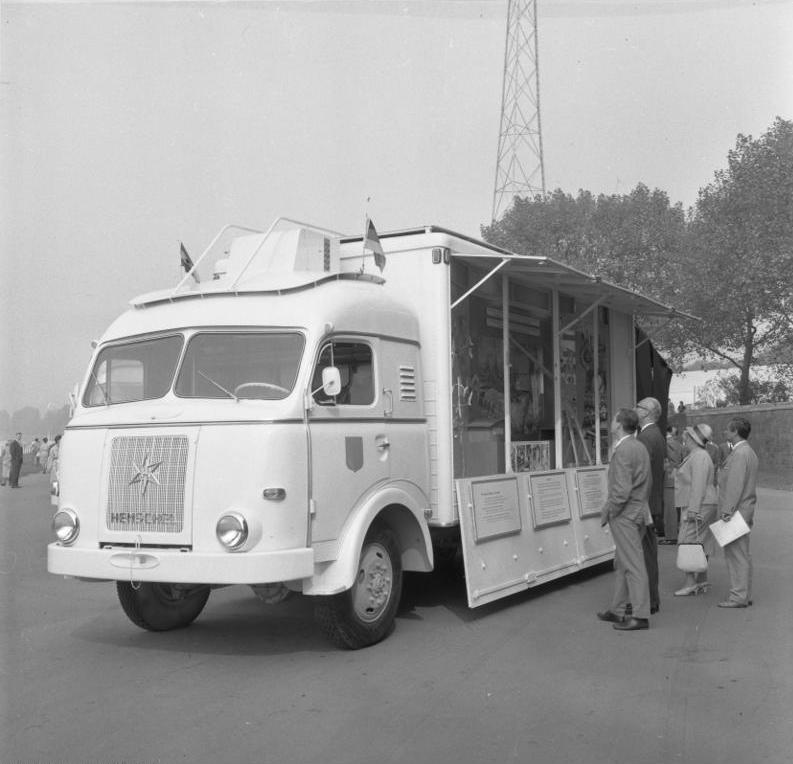
Henschel mit „Tram“-Frontlenker-Fahrerhaus
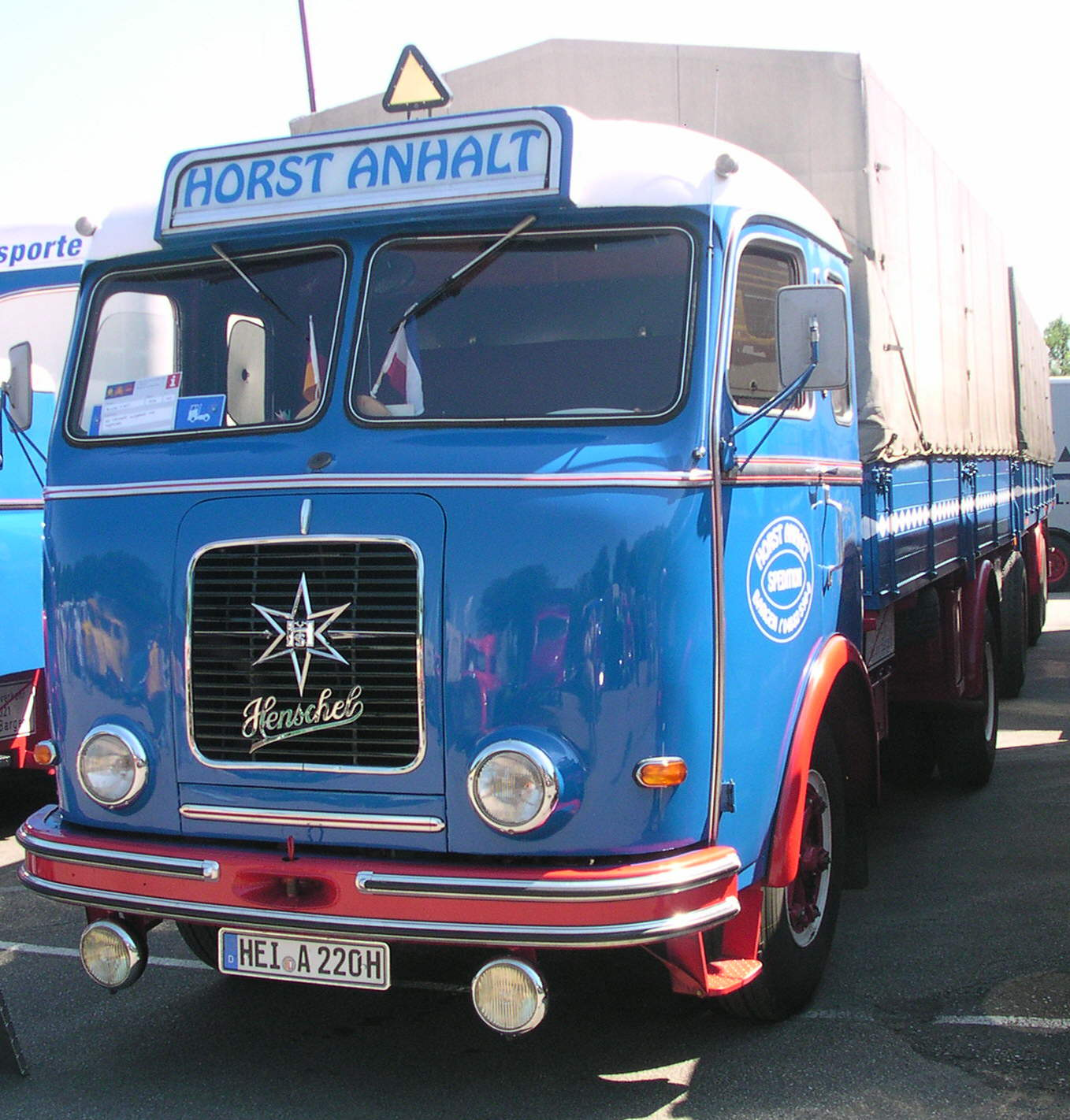
Henschel HS 165 Frontlenker (mit nicht-serienmäßiger Kässbohrer-Kabine)

#### Neues Lkw-Programm
Zur IAA 1961 wurde ein neues Lastwagenprogramm vorgestellt, neue Typbezeichnungen für alle Lkw-Modelle eingeführt und die Zusammenarbeit mit dem französischen Hersteller Saviem bekannt gegeben, einer Tochterfirma des Renault-Konzerns.
Die neuen kubischen Kabinen, vom französischen Designer Louis Lucien Lepoix entworfen, waren im Baukastensystem angelegt und als Frontlenker mit Tramführerhaus (T, Baureihe 503) sowie Haubenlastwagen (H, Baureihe 502) lieferbar. Die Frontlenker gab es sowohl mit Nahverkehrsführerhaus als auch mit Fernverkehrsführerhaus. Den zweiachsigen HS 14 und HS 16 mit 14 bzw. 16 Tonnen zulässigem Gesamtgewicht folgte 1962 der HS 12 T mit 12 Tonnen zulässigem Gesamtgewicht, der nur als Frontlenker angeboten wurde. Unter der Bezeichnung HS 12 H wurden die alten mittelschweren Hauber der früheren Reihe HS 100/120 weiter angeboten. Ebenfalls ab 1962 wurde mit dem HS 15 ein aufgelasteter HS 14 angeboten, der mit dem Motor des HS 16 ausgestattet war und vor allem als Sattelschlepper beliebt war. Für den Export gab es ab 1962 zudem noch den HS 19.
Zur IAA 1963 folgten dann die dreiachsigen HS 22 und HS 26 mit 22 bzw. 26 Tonnen zulässigem Gesamtgewicht (in Deutschland auf 22 t beschränkt) als Frontlenker und Hauber.
Anfang 1965 wurden die runden Frontscheinwerfer durch ovale ersetzt. Zur IAA 1965 bekamen alle Modelle ein größeres Henschel-Schild auf der Front, das Saviem-Renault-Zusatzschild war bereits Ende 1962 entfallen. Die größte Neuerung war jedoch, dass das Frontlenker-Fernverkehrsführerhaus mit Ausnahme des HS 12 T nun kippbar ausgeführt wurde. Dabei wurde das gesamte Führerhaus um 20 Zentimeter nach vorn versetzt. Äußerlich erkennbar war das kippbare Führerhaus am Dachaufsatz und den in die Stoßstange versetzten Frontscheinwerfern.
Auf der IAA 1967 traten die Rheinstahl-Tochterunternehmen Hanomag und Henschel erstmals gemeinsam auf und führten ein einheitliches Bezeichnungsschema an. Anstelle der Buchstaben HS wurde nun ein F für Frontlenker oder H für Haubenlastwagen vorangestellt und die Typziffer um eine dritte ergänzt. Das Frontlenker-Nahverkehrsführerhaus war jetzt teilweise auch kippbar erhältlich, wobei die nicht kippbaren Frontlenker-Nahverkehrsführerhäuser weiterhin angeboten wurden, insbesondere für Bau- und Kommunalfahrzeuge.
Die kippbaren Frontlenkerführerhäuser wurden optisch überarbeitet (Baureihe 504). Die Frontscheibe wurde nach unten verlängert, der von Spöttern als Fensterbank bezeichnete Absatz entfiel und die Front wurde geglättet. Ebenfalls ab 1967 wurden dreiachsige Sattelzugmaschinen mit zwei Lenkachsen (F 201 bzw. 221 S-2) angeboten, wobei die mittigliegende zweite Lenkachse wahlweise mit Antrieb (F 201 bzw. 221 S-2A) geordert werden konnte.
Im April 1969 wurde die Hanomag-Henschel-Fahrzeugwerke GmbH (HHF) gegründet, an der Daimler-Benz mehrheitlich beteiligt war. Einheitlich trugen nun alle Fahrzeuge den Schriftzug „Hanomag-Henschel“ auf der Front, der Henschel-Stern entfiel. Im Verlauf des Jahres 1974 gab der Daimler-Benz-Konzern, nun alleiniger Eigentümer der HHF, die Marke „Hanomag-Henschel“ auf. Die HHF wurden 1978 Teil von Daimler-Benz und die GmbH daher aufgelöst.
Zu Beginn der 1980er Jahre lief die Fahrzeugproduktion im ehemaligen Henschel-Lkw-Werk aus und es werden seitdem dort Achsen für Daimler-Benz-Nutzfahrzeuge, Sattelauflieger, Anhänger und Transporter sowie Nutzfahrzeug-Gelenkwellen und Differentialgetriebe für Pkw gefertigt. Das Kasseler Werk gehört seit Ende 2019 zur Daimler Truck AG.

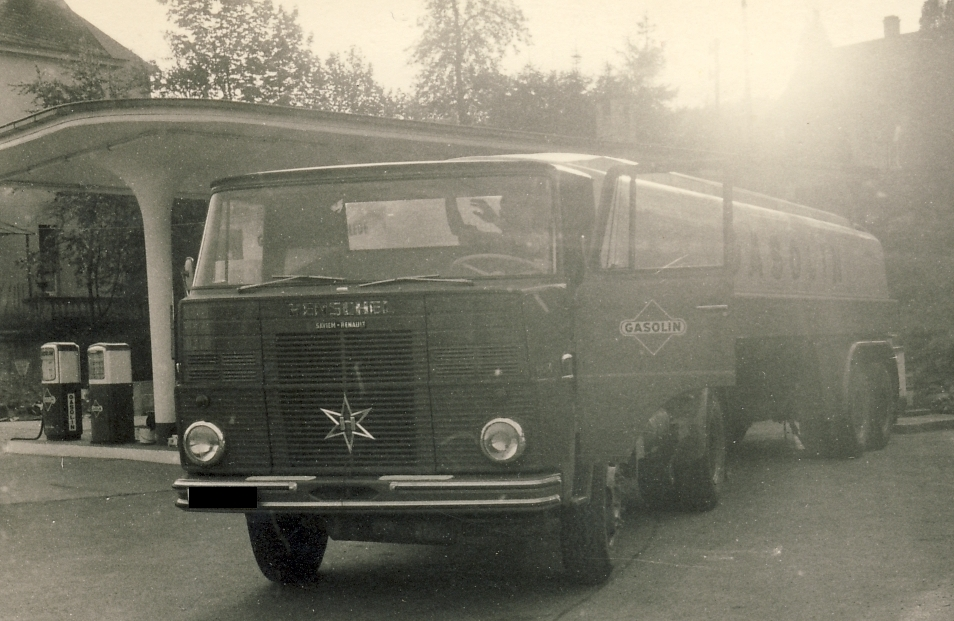
Henschel Frontlenker mit festem Fahrerhaus und gerippter Front (1961/1962)
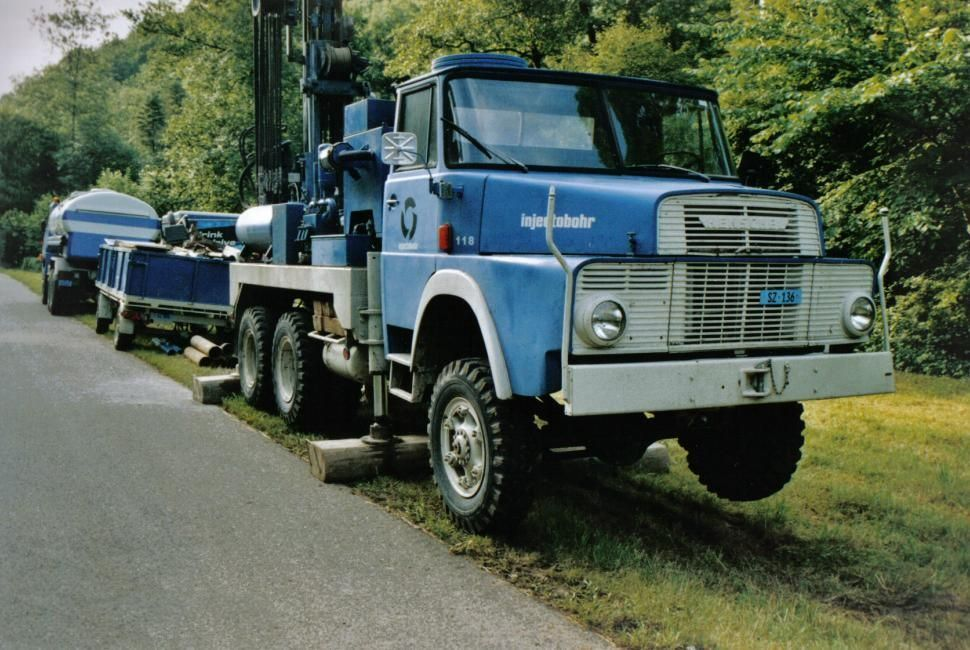
Henschel Hauber HS 3-14 HA CH (ex Schweizer Armee)
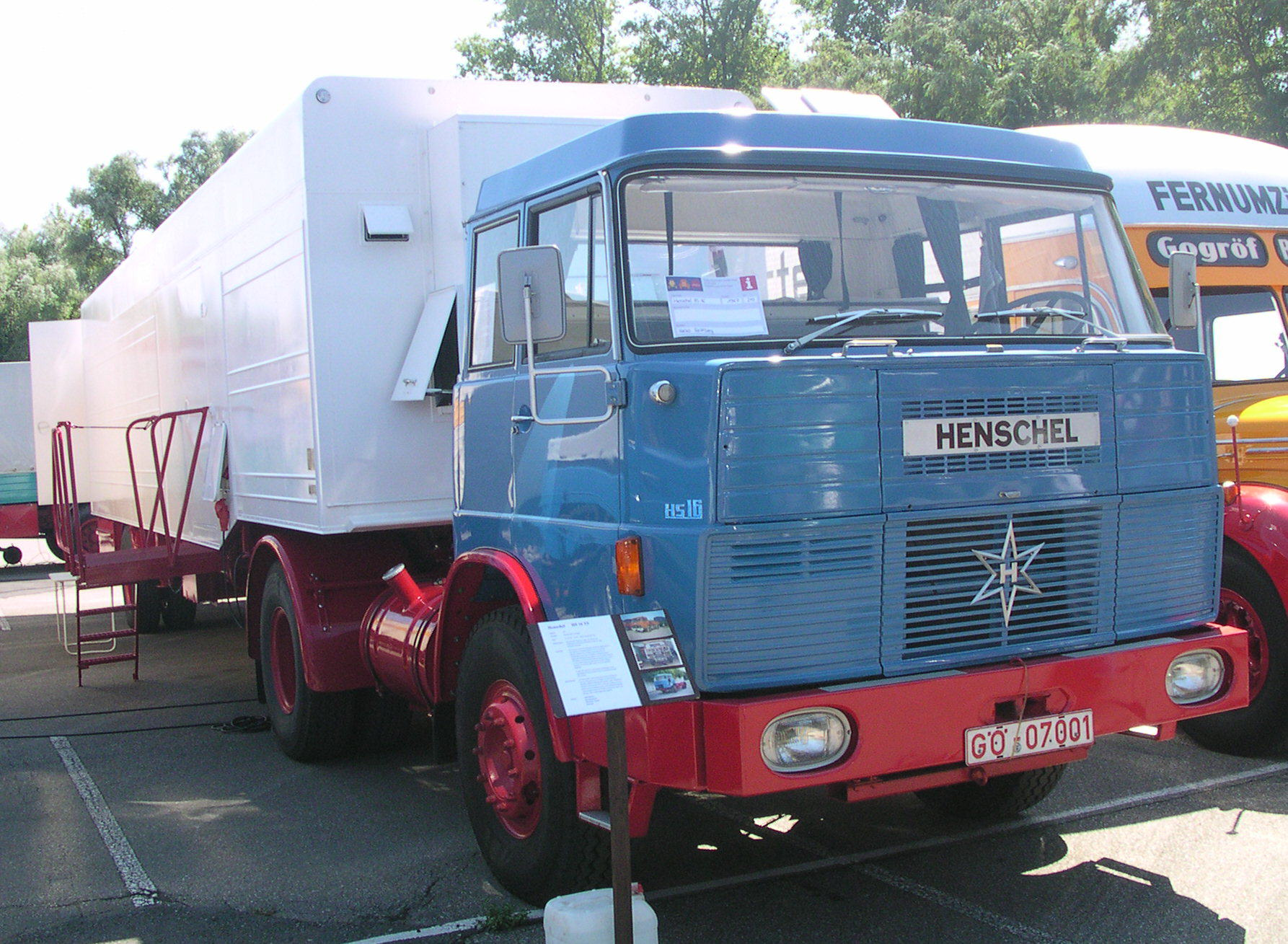
Henschel HS 16 Frontlenker; TS mit kippbarem Fahrerhaus und gerippter Front (1965–1967)
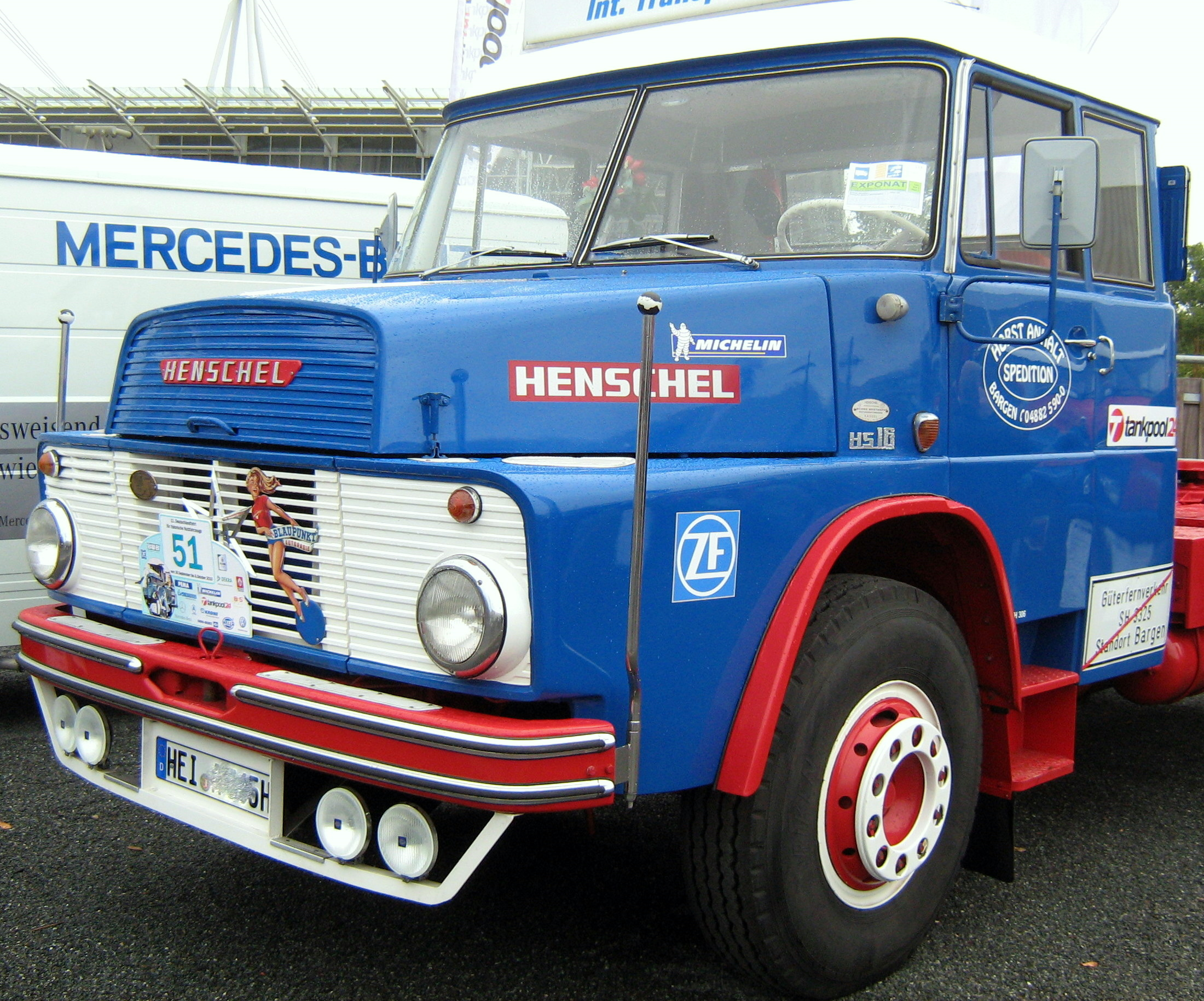
Henschel HS 16 Hauber 210 PS, 80 km/h (1961–1967)
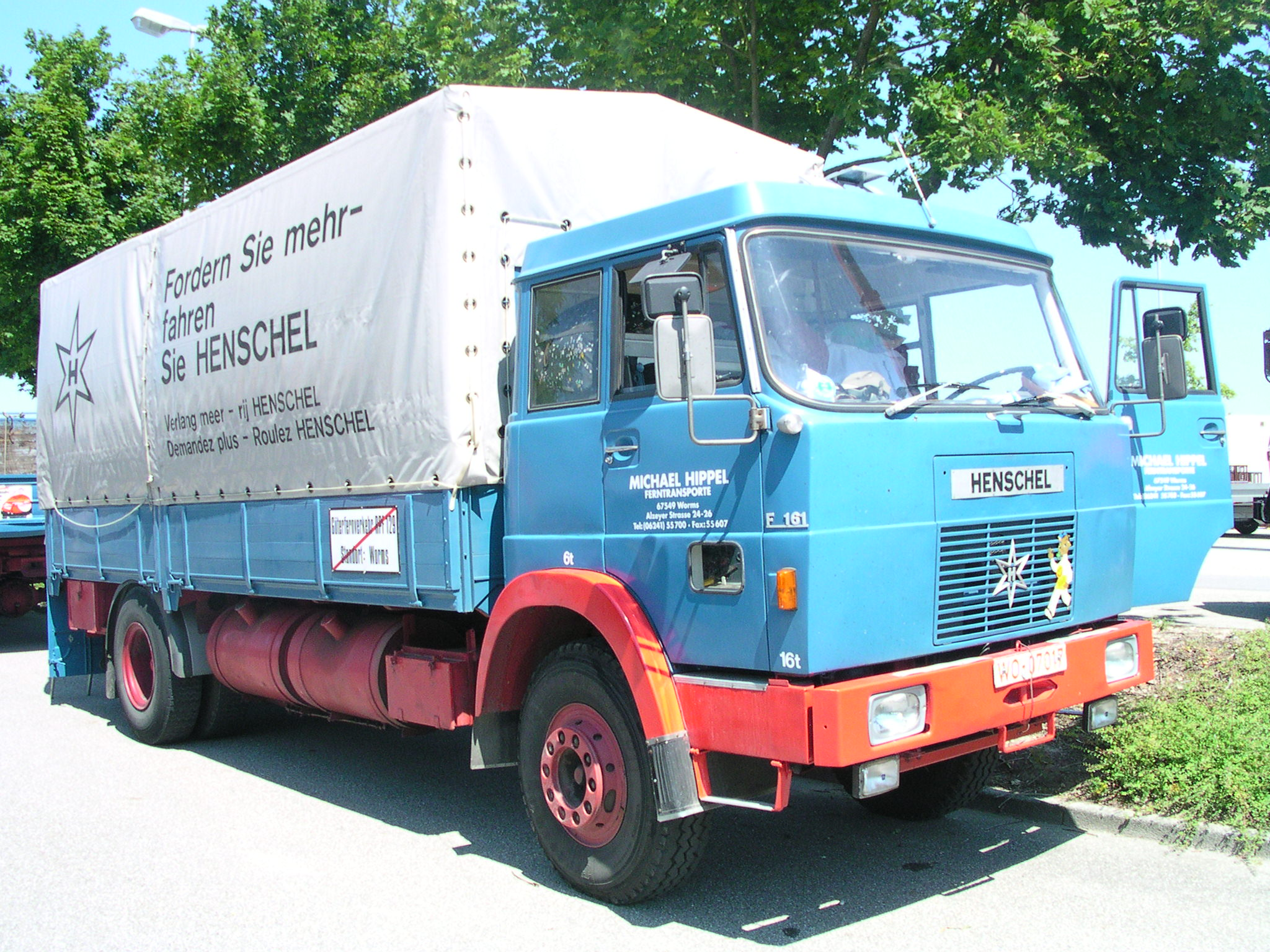
Henschel Frontlenker F 161 mit kippbarem Fahrerhaus und geglätteter Front (1967–1969)

### Henschel als Flugzeughersteller

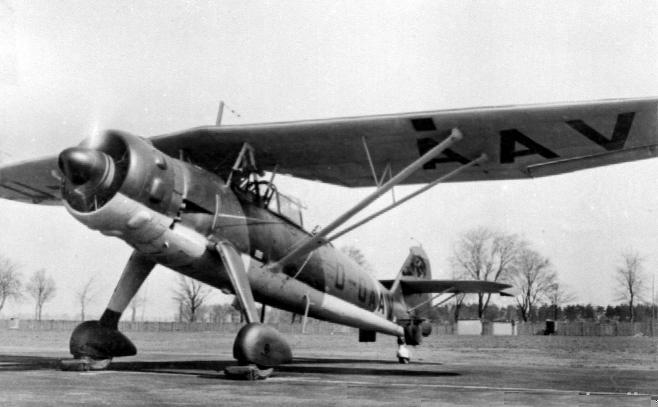
Hs 126

Nachdem Henschel Anfang der 1930er Jahre erfolglos versucht hatte, im Flugzeugbau durch Kooperationen oder die Übernahme von Firmenanteilen Fuß zu fassen, wurden eigene Flugzeug-Werke nach Fürsprache von Erhard Milch am 30. März 1933 gegründet.
Es wurden vor allem Flugzeuge unter Lizenz gebaut, zum Beispiel für Dornier, Junkers und Messerschmitt. Zu den wichtigsten Eigenentwicklungen zählten das Sturzkampfflugzeug Hs 123, der Aufklärer Hs 126, das Schlachtflugzeug Hs 129 sowie die ferngelenkte Gleitbombe Hs 293. Als Tochtergesellschaft der Flugzeugwerke wurde im Jahr 1936 die Henschel Flugmotorenbau GmbH  bei Altenbauna (heute Baunatal) aufgebaut.
Der Großteil der Produktion fand auf dem Gebiet des heutigen Flughafen Berlin-Brandenburg statt. Ab 1940 erfolgte der erste Einsatz von Zwangsarbeitern aus Polen, der Tschechoslowakei, Frankreich und den Niederlanden. Im Rahmen des Totalen Krieges wurde eine Außenstelle der Konzentrationslager Ravensbrück und Mittelbau-Dora eingerichtet, die gegen Kriegsende den Hauptanteil an der Produktion von Flügeln für die Me 109 ausmachte, nachdem alle anderen Produktionslinien aufgegeben worden waren.
Am 22. April 1945 wurden die durch Bombenangriffe stark beschädigten Produktionskomplexe in Schönefeld von der Roten Armee besetzt und die Flugzeug-Werke aufgelöst.
1956 gründete Henschel mit der Henschel Flugzeugwerke AG erneut ein auf Militärflugzeuge spezialisiertes Tochterunternehmen. 1970 wurde dieses in den Vereinigten Flugtechnischen Werken übernommen.

### Panzerhersteller

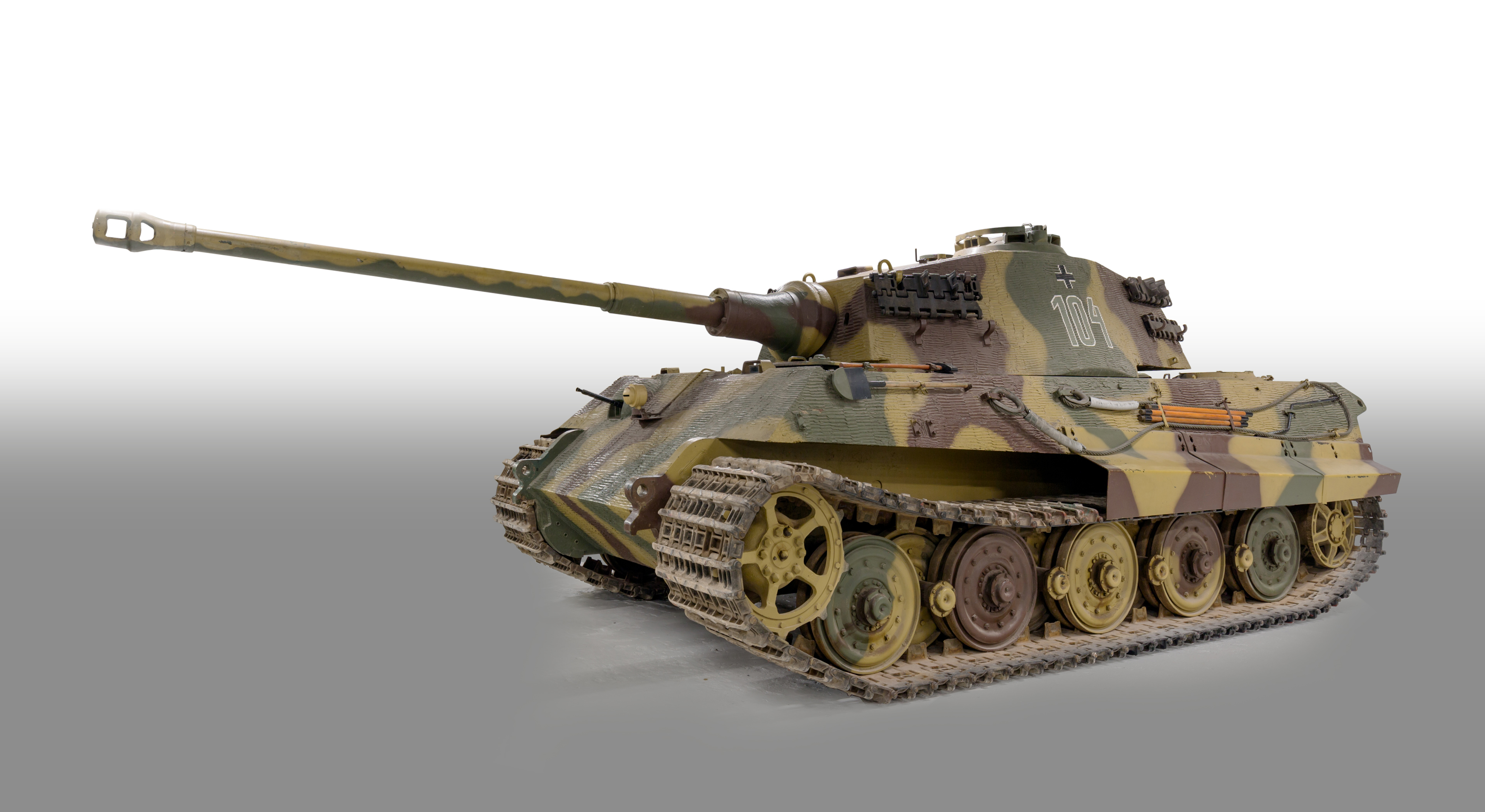
Panzerkampfwagen VI „Tiger II“

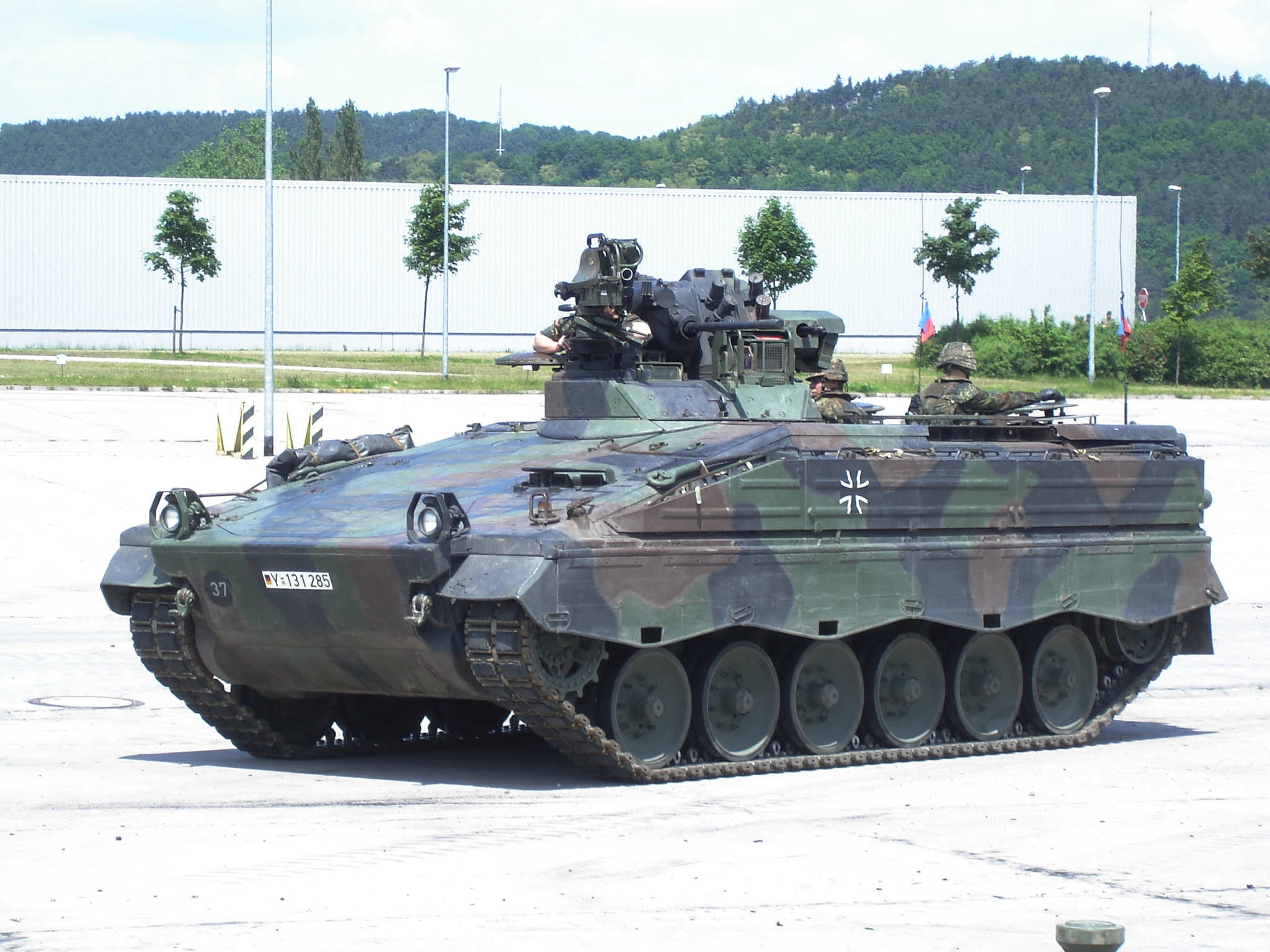
Schützenpanzer „Marder“

Mit der Aufrüstung der Wehrmacht in der zweiten Hälfte der 1930er Jahre begann auch Henschel mit dem Wiedereinstieg ins Rüstungsgeschäft. Das Unternehmen wurde zu einem bedeutenden Produzenten von Panzern und gepanzerten Fahrzeugen. Dazu wurde das Werk III in Kassel-Mittelfeld stark ausgebaut. Bei Henschel erfolgte die Montage folgender Panzermodelle:
- Panzerkampfwagen I (Lizenz-Nachbau)
- Panzerkampfwagen II (Lizenz-Nachbau)
- Panzerkampfwagen III (Lizenz-Nachbau)
- „Panther“ (Lizenz-Nachbau)
- „Tiger“ (Alleinhersteller)
- „Tiger II“ (Alleinhersteller)

Daneben trat Henschel auch als Mitproduzent der 8,8-cm-PaK 43 und der 2-cm-Flak 38 auf. Während des Zweiten Weltkrieges nahm das Kasseler Werk erheblichen Schaden, konnte jedoch trotzdem die Produktion auf relativ hohem Niveau aufrechterhalten. Aufgrund einer Anweisung aus dem Jahr 1943 war dabei im Gegensatz zur üblichen Kriegsproduktion im Reich bei der Herstellung der komplizierten und wertvollen Tiger-Panzer die Beschäftigung ausländischer Fremdarbeiter ohne Genehmigung ausdrücklich untersagt.
Mit dem Kriegsende endete auch die Rüstungsproduktion bei Henschel, die nach der Aufstellung der Bundeswehr aber wieder aufgenommen wurde. Henschel war an diversen Rüstungsprojekten beteiligt, unter anderem am Kanonenjagdpanzer, dem Spähpanzer „Luchs“ und am Schützenpanzer „Marder“. Henschel bewarb sich auch um die Produktion des Kampfpanzers „Leopard 2“, verlor den Wettbewerb aber gegen den Münchner Konkurrenten Krauss-Maffei. 1999 wurde Henschels Wehrtechniksparte vom Rheinmetall-Konzern übernommen.

## Heute
Auch heute noch existieren Unternehmen, die den Namen Henschel tragen. Nach der Übernahme der Bereiche Mischtechnik, Handhabungstechnik und Antriebstechnik von ThyssenKrupp durch KERO sind 2003 drei eigenständige Gesellschaften entstanden, die den Namen Henschel und den Stern weiterleben lassen. Die Handhabungstechnik und die Antriebstechnik wurden 2006 durch Verkauf wirtschaftlich und rechtlich eigenständig. Die Handhabungstechnik wird von VF Capital geführt und die Antriebstechnik wurde 2006 durch ein Management-Buy-out der beiden Geschäftsführer übernommen.
- Als Geburtsstunde der heutigen Henschel Antriebstechnik wird der Beginn der Getriebefertigung von Henschel 1918 in Kassel gezählt. Noch unter dem Namen Henschel wurden 1933 die ersten Schneckengetriebe in Lizenz der David Brown Ltd. gebaut. Unter den daraufhin wechselnden Firmennamen Rheinstahl Henschel (1964), Thyssen Henschel (1976) und TGW (Thyssen Getriebe- und Kupplungswerke) (1981) wurden in langer Tradition Getriebe und Zahnräder produziert, wie:
  - Extrudergetriebe
  - Lokachsgetriebe und Straßenbahngetriebe
  - Schneckengetriebe
  - Sondergetriebe
  - Simplex- und Duplex-Schneckenradsätze
  - Verzahnungsteile

- Nach nachhaltigem Wachstum wurden die Aktivitäten unter das Dach einer Holding gestellt. Seit 2013 agieren unter dem Namen HENSCHEL GmbH folgende Tochtergesellschaften:
  - HENSCHEL Antriebstechnik GmbH mit Sitz in Kassel
  - HENSCHEL Fertigungstechnik GmbH mit Sitz in Heilbad Heiligenstadt
  - HENSCHEL ExtruTec GmbH mit Sitz in Heilbad Heiligenstadt
  - HENSCHEL America Inc. mit Sitz in Green Bay WI, USA
  - HENSCHEL Power Transmission Technology Co., Ltd., Shanghai, China

(Am 14. Februar 2017 wurde von der Henschel GmbH und ihren deutschen Tochterunternehmen ein Insolvenzantrag gestellt.)
- Das Angebotsspektrum der Reimelt-Henschel Mischsysteme umfasst neben diversen Mischertypen auch speziell das Know-how der Mischprozesse.

- Die Henschel Industrietechnik stellt Produkte für Gießereien, Schmieden und andere metallverarbeitende Branchen her. Eines der Hauptprodukte sind Manipulatorsysteme. Mit über 600 installierten Systemen ist das Unternehmen Marktführer in diesem Segment. Die heutige Produktepalette umfasst unter anderem:
  - Manipulatoren für Gießereien und Schmieden
  - Schusshammer
  - Kreislaufbrecher
  - Schleifmanipulatoren
  - Sondermaschinen (z. B. Manipulatoren für radioaktive Umgebung mit externem Steuerstand)

- Die in Kassel ansässige Firma Akros Henschel ging im Jahr 2012 an die italienische Danieli. Sie ist auf den Bau von Schrottscheren und Schrottpressen spezialisiert und wurde in Danieli Henschel umbenannt.[24]

2003 hat das Henschelmuseum seinen Platz im ehemaligen Werksgelände in Kassel-Rothenditmold in der Wolfhager Straße gefunden. In direkter Nachbarschaft eröffnete im September 2009 ein begehbares Museumsdepot des Technik-Museums Kassel, wo Lkw, Dampfwalzen, Feuerwehrfahrzeuge und Schienenfahrzeuge wie der „Drache“ oder der Transrapid-Vorläufer HMB-2 sowie der Prototyp des Transrapid 05 ausgestellt sind.
Henschel hatte 1854 eine eigene Betriebskrankenkasse eingerichtet, die zuletzt als BKK Henschel Plus firmierte.

## Film
- Die Henschel-Geschichte – Lokomotiven für die Welt. Dokumentarfilm, Deutschland, 2010, 45 Minuten, Buch: Ulrich Schaffrath, Regie: Jens H. Waechter, Produktion: Hessischer Rundfunk, Reihe: Made in Hessen, Erstsendung: 10. August 2010, Inhaltsangabe und online-Video.